# ويكيمانيا
ويكيمانيا هو المؤتمر السنوي الذي يُعقد للاحتفال بجميع مشاريع المعرفة الحرة التي تستضيفها مؤسسة ويكيميديا وتشمل: ويكيميديا كومنز، وميدياويكي، وويكي الكتب، وويكي بيانات، وويكي الأخبار، وويكيبيديا، وويكاموس، وويكي الرحلات، وويكي الجامعة. يسبق المؤتمر ثلاثة أيام تُدعى أيام ما قبل المؤتمر، ويتطلَلب حضورها تسجيلا مُسبقا، حيث تتضمن عدة نشاطات منها إقامة الهاكاثون (Hackathon)، وإعطاء مقدمة حول ويكيمانيا خاصة للويكيميدين الذي يحضرون ويكيمانيا لأول مرة وغيرها من النشاطات. تضم ويكيمانيا ثلاث إلى أربع أيام من المؤتمرات والمناقشات والاجتماعات والتدريب وورش العمل، التي يحضرها مئات من المتطوعين وقادة المعرفة الحرة من جميع أنحاء العالم حيث يجتمعون لمناقشة القضايا، والحديث عن المشاريع الجديدة والأساليب، وتبادل الأفكار.
منذ عام 2011، يُعلن في ويكيمانيا عن الفائز بجائزة ويكيميدي العام وهي جائزة سنوية أطلقها مؤسس ويكيبيديا «جيمي ويلز» عام 2011 بهدف عَنونة أهم الإنجازات العظيمة تجاه ويكيبيديا. عُقد 18 مؤتمرًا حتى عام 2023، كان أولها في فرانكفورت بألمانيا من 4 حتى 8 أغسطس 2005، وعقد أحدثها زمناً في مدينة كراكوف في بولندا في الفترة من 7 إلى 10 أغسطس 2024؛ كما عُقدت نسخة واحدة حتى الآن في المنطقة العربيّة، حيث استضافت مدينة الإسكندريّة في مصر النسخة الرابعة من المؤتمر في الفترة ما بين 17 إلى 19 يوليو 2008.

## نظرة عامة
| الشعار                                                                  | المؤتمر (بالإنكليزية) | التاريخ                       | المكان                                   | القارة          | عدد المشاركين                             | أرشيف العروض                                 | الميزانية                                 |
| ----------------------------------------------------------------------- | --------------------- | ----------------------------- | ---------------------------------------- | --------------- | ----------------------------------------- | -------------------------------------------- | ----------------------------------------- |
| Logo of the Wikimania 2005 conference, held in Frankfurt, Germany       | ويكيمانيا 2005        | 5 – 7 أغسطس 2005              | فرانكفورت، ألمانيا                       | أوروبا          | 380                                       | عرض شرائح، فيديو                             | لا توجد معلومات موَثقة حول التكلفة الكلية. |
| Logo of the Wikimania 2006 conference, held in Cambridge, Massachusetts | ويكيمانيا 2006        | 4 – 6 أغسطس 2006              | ، كامبريدج، ماساتشوستس، الولايات المتحدة | أمريكا الشمالية | 400                                       | عرض شرائح، وثائق فيديو                       | لا توجد معلومات موَثقة حول التكلفة الكلية. |
| Logo of the Wikimania 2007 conference, held in Taipei، تايوان           | ويكيمانيا 2007        | 3 – 5 أغسطس 2007              | ،تايبيه، تايوان                          | آسيا            | 440                                       | صور                                          | لا توجد معلومات موَثقة حول التكلفة الكلية. |
| Logo of the Wikimania 2008 conference, held in Alexandria, Egypt        | ويكيميانيا 2008       | 17 – 19 يوليو 2008            | الإسكندرية، مصر                          | أفريقيا         | 650                                       | عرض شرائح فيديو                              | 79,512 دولار.                             |
| Logo of the Wikimania 2009 conference, held in Buenos Aires, Argentina  | ويكيمانيا 2009        | 26 – 28 أغسطس 2009            | بوينس آيرس، الأرجنتين                    | أمريكا الجنوبية | 559                                       | عرض شرائح، فيديو                             | 268.315,00 دولار.                         |
| Logo of the Wikimania 2010 conference, held in Gdańsk, Poland           | ويكيمانيا 2010        | 9 – 11 يوليو 2010             | جدانسك، بولندا                           | أوروبا          | حوالي 500                                 | عرض شرائح                                    | 382.002,39 دولار.                         |
| Logo of the Wikimania 2011 conference, held in Haifa, Israel            | ويكيمانيا 2011        | 4 – 11 أغسطس 2011             | حيفا، إسرائيل                            | آسيا            | 720                                       | تقديم فيديو                                  | 265.137,16 دولار.                         |
| Logo of the Wikimania 2012 conference, held in Washington DC, US        | ويكيمانيا 2012        | 12 – 15 يوليو 2012            | واشنطن العاصمة، الولايات المتحدة         | أمريكا الشمالية | 1,400                                     | تقديم فيديو                                  | 554,422.51 دولار.                         |
| Logo of Wikimania 2013                                                  | ويكيمانيا 2013        | 7 – 11 أغسطس 2013             | هونغ كونغ، الصين                         | آسيا            | 700                                       | عروض تقديمية، فيديوهات                       | 304.814,53 دولار.                         |
| The logo of Wikimania 2014                                              | ويكيمانيا 2014        | 6 – 10 أغسطس 2014             | لندن، المملكة المتحدة                    | أوروبا          | 1,762                                     | عروض تقديمية، فيديوهات                       | 504.600,00 دولار.                         |
| Logo of Wikimania 2015                                                  | ويكيمانيا 2015        | 15 – 19 يوليو 2015            | مكسيكو سيتي، المكسيك                     | أمريكا الشمالية | 800                                       | عروض تقديمية، فيديوهات                       | لا توجد معلومات موَثقة حول التكلفة الكلية. |
| Logo of Wikimania 2016                                                  | ويكيمانيا 2016        | 21 يونيو 2016 – 26 يونيو 2016 | إزينو لاريو، إيطاليا                     | أوروبا          | 1,200                                     | عروض تقديمية، فيديوهات                       | لا توجد معلومات موَثقة حول التكلفة الكلية. |
| The logo of Wikimania 2017                                              | ويكيمانيا 2017        | 9–13 أغسطس 2017               | مونتريال، كندا                           | أمريكا الشمالية | 1,000                                     | عروض تقديمية، فيديوهات                       | لا توجد معلومات موَثقة حول التكلفة الكلية. |
| Logo Wikimania Cape Town                                                | ويكيمانيا 2018        | 18-22 يوليو 2018              | كيب تاون، جنوب أفريقيا                   | أفريقيا         | أكثر من 700                               | عروض تقديمية، فيديوهات                       | لا توجد معلومات موَثقة حول التكلفة الكلية. |
| Logo Wikimania Cape Town                                                | ويكيمانيا 2019        | 14–18 أغسطس 2019              | ستوكهولم، السويد                         | أوروبا          | أكثر من 800                               | برنامج المؤتمر، العروض التقديمية، الفيديوهات | 5,881.68 دولار.                           |
| 2020: لم يعقد المؤتمر بسبب التفشي العالمي لجائحة كورونا                 |                       |                               |                                          |                 |                                           |                                              |                                           |
| Logo Wikimania 2021                                                     | ويكيمانيا 2021        | 17-13 أغسطس                   | بيئة افتراضية                            |                 |                                           | عروض تقديمية، فيديوهات                       |                                           |
| Logo ويكيمانيا 2022                                                     | ويكيمانيا 2022        | 11–14 أغسطس                   | بيئة افتراضية                            |                 |                                           | عروض تقديمية، فيديوهات                       |                                           |
| Logo Wikimania 2023                                                     | ويكيمانيا 2023        | 15–19 أغسطس                   | سنغافورة ومدمج عبر بيئة افتراضية         | آسيا            | أكثر من 1500 افتراضيًا وأكثر من 670 شخصيًا. | عروض تقديمية، فيديوهات                       | لا توجد معلومات موَثقة حول التكلفة الكلية. |

## هيكلية ويكيمانيا

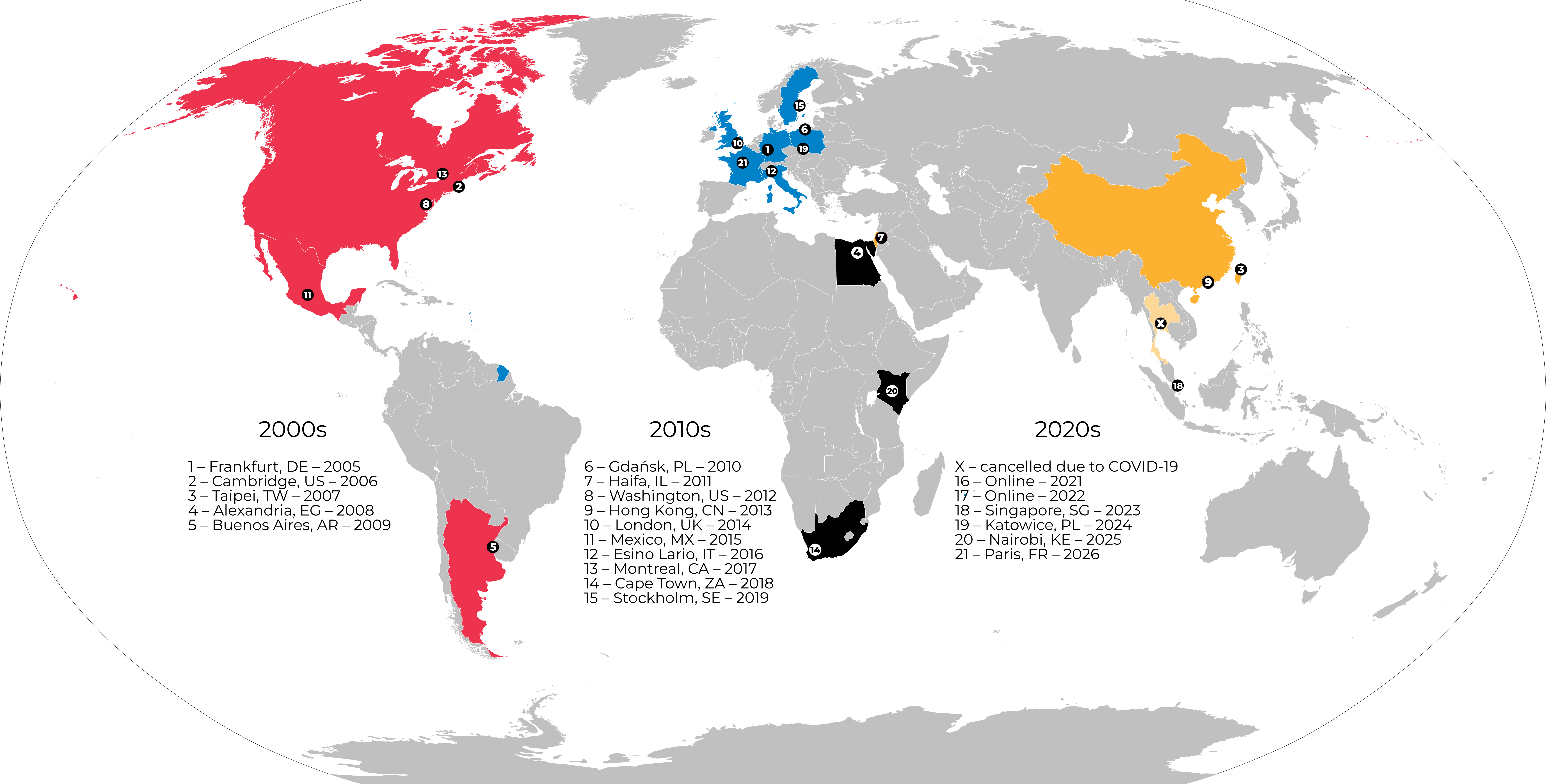
خريطة تظهر البلدان والمدن المستضيفة لويكيمانيا؛ كل أيقونة تشير إلى حضور ما يُقارب 100 شخص.

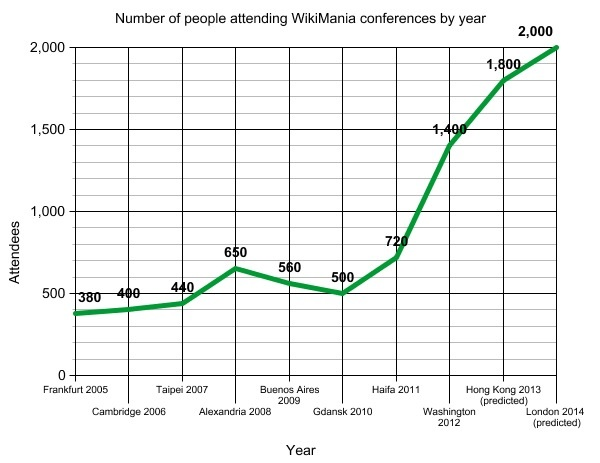
عدد حضور مؤتمر ويكيمانيا حسب السنة.

يجذب ويكيمانيا المشاركين في مشاريع ويكيميديا من جميع أنحاء العالم، حيث يحضره عددٌ من الكتّاب والمحررين والمبرمجين والمصورين وموظفو مؤسسة ويكيميديا وأعضاء فروع المؤسسة من أكثر من أربعين دولة، وكذلك عددٌ من الباحثين في مجال المعرفة الحرّة. تراوحت نسبة الحضور بين 380 و2000 شخصًا، مع تمثيل للدول بأكثر من 80 دولة. يُعقد المؤتمر عادة في قارة مختلفة كلّ عام، وقد تمّ عُقده في ثلاث عشرة دولة في خمس قارات حتى الآن.
يتم تنظيم ويكيمانيا من فريق المتطوعين المحليين للدولة المختارة، ويتم ذلك بدعمٍ من المتطوعين أصحاب الخبرة ممن نظموا المؤتمر والأنشطة الشبيهة وأعضاء من مؤسسة ويكيميديا وغيرهم من الرُّعاة. أما بالنّسبة لمكان عقد المؤتمر، فيتم تحديده من قبل لجنة تحكيم دولية من أعضاء المجتمع، والذين يراجعون ويدرسون عروض الأسعار المقدمة من الفرق المختلفة.
يتكون برنامج المؤتمر من عروض تقديمية وورش عمل يقدمّها أعضاء المجتمع، والمتحدثون من المشاريع الشقيقة ذات الصلة بالمعرفة الحرة، والباحثون في الويكي، بالإضافة إلى الأنشطة الاجتماعية والمناقشات الجانبيّة، كما يتم تقديم بحوث رسمية، وتبادلٍ للمعرفة بين المشاركين. ويتميز ويكيمانيا أيضًا بتقارير رسمية من أعضاء مجلس أمناء مؤسسة ويكيميديا والموظفين، والمتحدثين الرئيسيين المعروفين، وفرصٍ للتفاعل مع المساهمين المتخصصين في ويكيميديا من جميع أنحاء العالم.
يعتمدُ قرار مكان انعقاد المؤتمر بشكل عامٍ على مُقترحات يتم فحصها ومراجعتها من قِبل لجنة مؤسسة ويكيميديا ولجنة ويكيمانيا، كما يعمل منسق مناسبات مؤسسة ويكيميديا عن كثب مع الأشخاص والمجموعات المهتمة في التعرّف على تلك المقترحات.
تديرُ لجنة ويكيمانيا عملية اختيار وتحديد المكان منذ سنوات، وتحرص دائمًا على ضمان توزيع المكان بالتساوي في جميع أنحاء العالم من عام إلى آخر. في السّابق، كانت عملية اختيار المكان تتم من خلال الدعوات وهيئة المحكّمين ولكن ذلك تم إلغاؤه في عام 2015. تطورت عملية اختيار عروض الاستضافة الحالية مع مرور الوقت. فقد باتت الطريقة الأولى غير عملية وشاقة لكل من المجتمع الويكيميدي والموظفين. حيث أنها تتطلب أن يبذل الناس قدراً هائلاً من الجهد في بناء فِرق محلية وعقود وعلاقات مؤسسية فقط من أجل ترك أعمال العطاءات المرفوضة دون استخدام. ويتم فرض الكثير من الضغوط على المتطوعين لمحاولة العمل في مجال الخدمات اللوجستية بدلاً من الحلم بما يمكن أن يكون برنامجًا رائعًا لمجتمعاتنا. في كل عام، يتعيَن على هيئة المحلفين اتخاذ قرار بشأن المكان المستضيف للمؤتمر، بناءً على ما تقدَمه كل مجموعة على نحو مثير للانقسام، بدلاً من ما يمكن لنا كمجتمع تعاوني أن نجتمع ونبنيه. وبالتالي، من الآن فصاعداً سوف تختار اللجنة المنظمة منطقة لإستضافة ويكيمانيا أربع إلى خمس سنوات مقدماً، من القائمة (المؤقتة) المُتفق عليها، وتم الأخذ بعين الاعتبار تدوير ويكيماينا بين القارات والمناطق.

## مؤتمرات

### ويكيمانيا 2005
ويكيمانيا 2005، وهو النسخة الأولى من مؤتمر ويكيمانيا، تم عقده في الفترة الممتدة من 4 إلى 8 أغسطس 2005. في منطقة هوس دير جوجند في فرانكفورت بألمانيا، واستقطب حوالي 380 مشاركًا. تضمن أسبوع المؤتمر أربعة «أيام برمجية» (Hackathon) من 1 إلى 4 أغسطس، حيث اجتمع حوالي 25 مطورًا وركزوا على النواحي التقنية المتعلقة بمحرك الموسوعة وعلى تطوير البرمجيات ومناقشة الجوانب التقنية للميدياويكي وإدارة مشاريع ويكيميديا. وقد كان الترتيب المُعلن لأيام المؤتمر بين 4 إلى 8 أغسطس، إلا أن المؤتمر الفعلي أُقيمَ بين 5 إلى 7 أغسطس (أي من الجمعة إلى الأحد من ذلك الأسبوع)، واكتظّت كلّ أيامه بجلسات ومحاضرات متواصلة.
وكان من بين المتحدثين الرئيسيين جيمي ويلز وروس مايفيلد ووورد كانينغهام وريتشارد ستولمن الذي تحدث عن «حقوق النشر والمجتمع الويكيميدي في عصر شبكات الحاسوب»، وكانت غالبية الجلسات والمحادثات باللغة الإنجليزية، وبعضها كانت بالألمانية.
ومن الجهات الراعية لهذا المؤتمر منظّمات أنسرز دوت كوم، وسوشيالتيكست، وصن ميكروسيستمز، ودوكتشيك دي ولوقوز قروب.
تم الاحتفاظ بمُتضمَنات المؤتمر والتي تم تجميعها في الأصل على ويكي الكتب والآن على الميتا، في الصور العامة من ويكيمانيا، وفي أرشيف يتضمن عدد من الشرائح والفيديو من العروض التقديمية التي عُرضت في المؤتمر.

### ويكيمانيا 2006

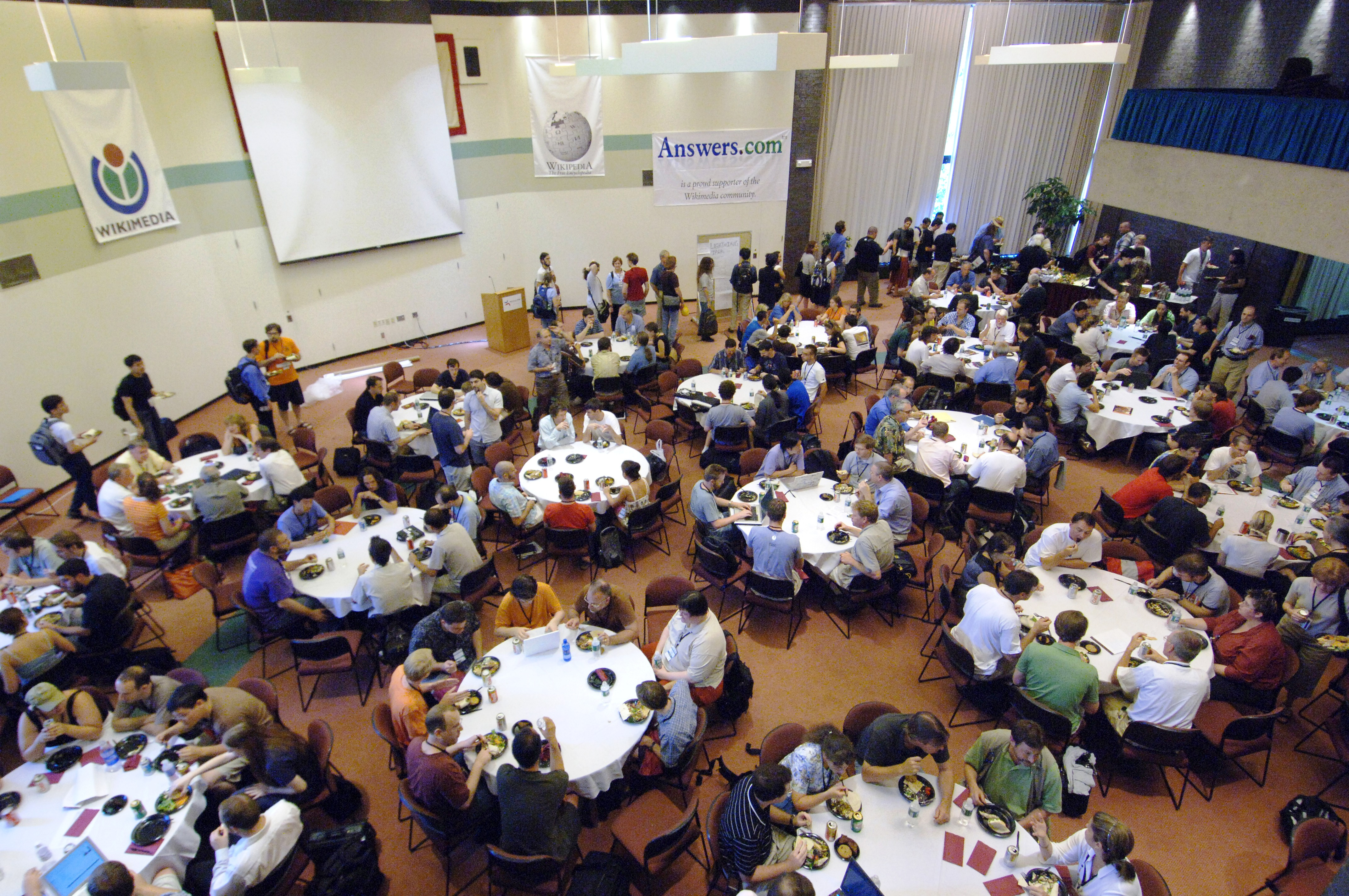
استراحة الحضور لتناول طعام الغداء، ويكيمانيا 2006.

ويكيمانيا 2006 هو النسخة الثانية من مؤتمر ويكيمانيا، تم عقده في الفترة من 4 إلى 6 أغسطس 2006 في كلية هارفارد للحقوق في كامبريدج، ماساتشوستس في الولايات المتحدة. وقد استقطب المؤتمر 400–500 مشاركًا.
وكان من بين المتحدثين في هذه النّسخة جيمي ويلز، ولورانس ليسيج، وبروستر كاهل، ويوشاي بينكلر، وميتش كابور، ووارد كانينغهام، وديفيد وينبرجر. عقد دان غيلمور لامؤتمر صحافة المواطن في اليوم التالي.
غطت وكالة أسوشيتد برس خطاب جيمي ويلز، وطُبعت في العديد من الصحف في جميع أنحاء العالم، وفيه روى جيمي كيف تطورت المؤسسة وهو «جالسٌ في بيجامته» إلى هيكل الشركة الناضج الذي هو عليه الآن؛ وذلك بالتركيز المستمر على الجودة لا الكمية؛ وتضمين ويكيبيديا على أجهزة الحاسوب الموزعة من خلال منظمة حاسوب محمول لكل طفل (OLPC)؛ وهي منظمة أميركية غير ربحية تُشرف على إنشاء جهاز تعليمي زهيد لاستخدامه في الدول النامية. وبعدها تمت الموافقة على كل من ويكي الجامعة وإنشاء مجلس استشاري من قبل مجلس الإدارة؛ وبفضل الاستثمار الخاص من قبل ويكيا وسوشيالتيكست باتت مجموعة Wiki-WYG في تطوَر مستمر.
كانت شركة أنسرز دوت كوم هي الراعي الرسمي لويكيمانيا 2006، وكان من ضمن الشركات الصديقة الراعية كل من شركة ويتبينت، وأسك دوت كوم، وياهو، وسوشيالتيكست. في حين كانت شركة أمازون، وويكي هاو، ونوكيا ومركز بيركمان للإنترنت والمجتمع في كلية هارفارد للحقوق من الرعاة الداعمين الثانويين للمؤتمر.
قدمت فرق أخرى عروض استضافة لهذه النسخة في كل من لندن، وميلانو، وبوسطن وتورونتو؛ وتم تمرير تورونتو وبوسطن فقط إلى الجولة الثانية بعد دراسة الطلبات من منظمي ويكيمانيا.

### ويكيمانيا 2007

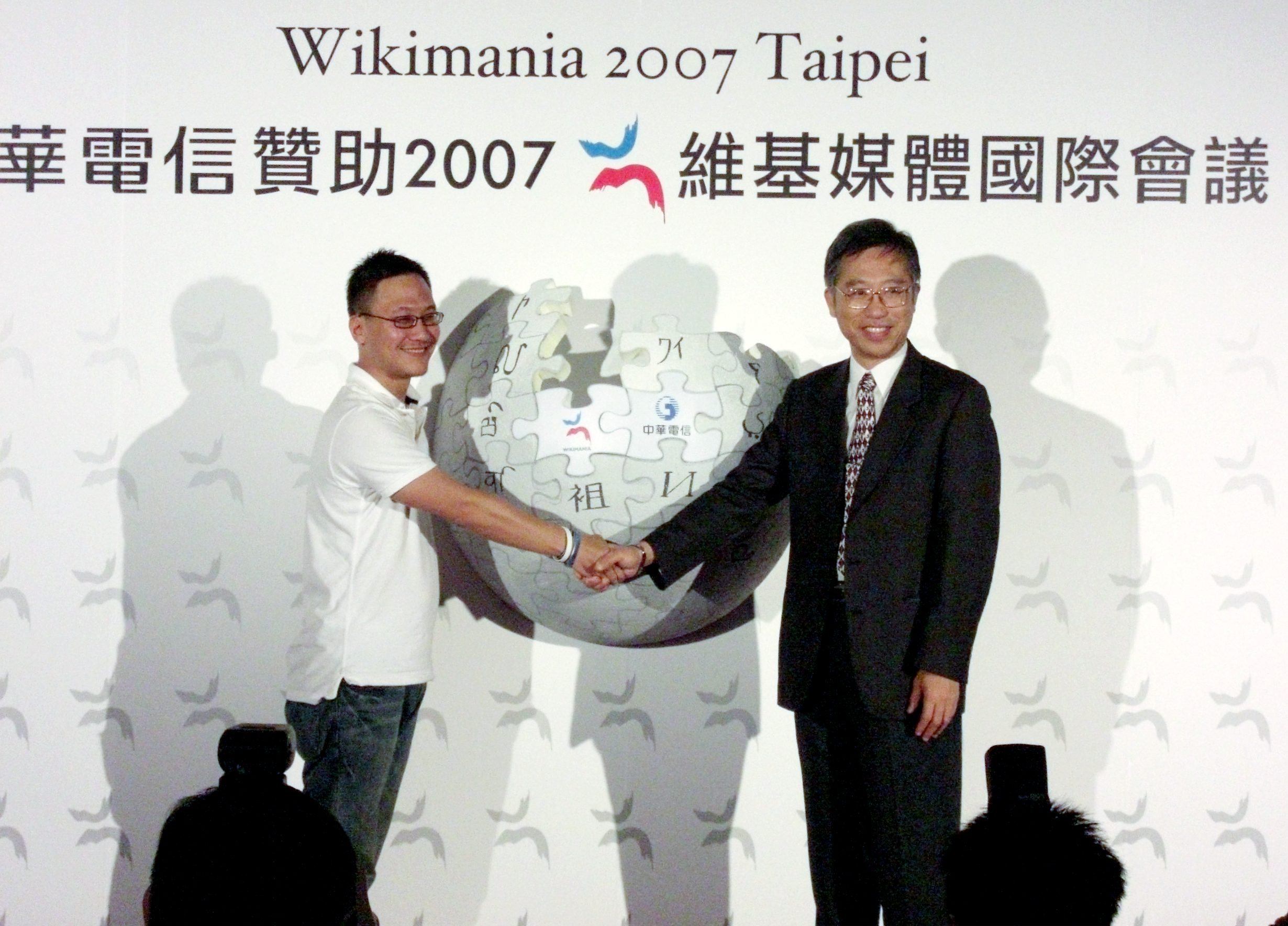
ندوة صحفية لاتصالات تشونغهوا التي موَلت ويكيمانيا 2007 في هونغ كونغ.

ويكيمانيا 2007  هو النسخة الثالثة من مؤتمر ويكيميانيا، تم عقدهُ في الفترة الممتدة من 3 إلى 5 أغسطس 2007 في تايبيه، تايوان. والمميّزُ في هذه النّسخة هي أنها أول نسخة يتم فيها عقد دورات تدريبية للمتطوعين.
قدمت ثلاثة فرق أخرى عروض استضافة لهذه النسخة في كل من مدينة لندن والإسكندرية وتورينو. ولم تنجح العروض المقدمة من فِرق هونغ كونغ وسنغافورة واسطنبول وأورلاندو في الولوج لقائمة المرشّحين النهائيّة. وقد تم إعلان المدينة الفائزة بالإستضافة وهي تايبيه في 25 سبتمبر 2006.
في 3 أغسطس 2007، أفاد مراسل صحيفة نيويورك تايمز، نعوم كوهين: "جذب المؤتمر حوالي 440 شخصًا، أكثر من نصفهم بقليل كان من بلدة تايوان، والذين يريدون أن ينخرطوا لمدة ثلاثة أيام في مناقشة الأفكار والقضايا التي تأتي في صنع موسوعة محررة بالكامل من قبل المتطوعين. تغطي ورش العمل موضوعات عملية مثل كيفية التعاون في بيئة يعمُها السلام؛ وكذلك تُناقش أهمية إعطاء الخبرة في مشروع يُعرف بالسماح لأي شخص بالمساهمة، بما في ذلك المسخدمين غير معروفي الهوية.
كانت اتصالات تشونغهوا هي الراعي الرسمي لويكيمانيا 2007، وكان من ضمن الشركات الصديقة الراعية كل من شركة جوجل، وويكيا.وكانت مؤسسة ضوء الشمس، وآيزيك تايوان من المساهمين، في حين كانت شركة سوشيالتيكست، ووزارة التربية والتعليم من الرعاة الداعمين الثانويين للمؤتمر.

### ويكيمانيا 2008

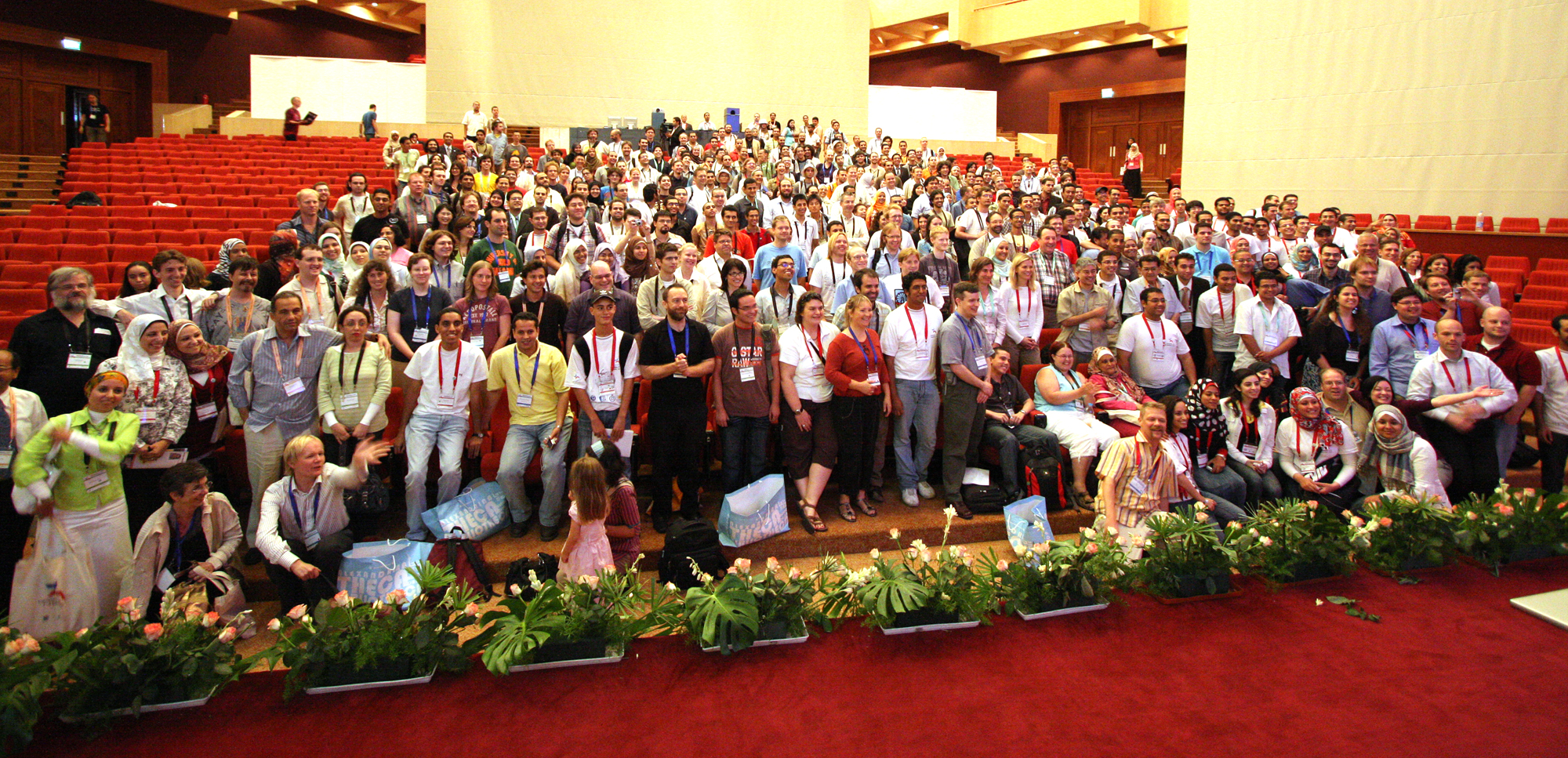
صورة جماعية بعد حفل الختام، ويكيمانيا 2008.

ويكيمانيا 2008 هو النسخة الرابعة من مؤتمر ويكيمانيا، تم عقده في الفترة الممتدة من 17-19 يوليو 2008، في مدينة الإسكندرية في مصر. وقد بلغ عدد الحضور 650 شخصًا من 45 دولة. وعقد المؤتمر بالتحديد في مكتبة الإسكندرية.
على عكس السنوات السابقة، التي كان اختيار المنطقة المستضيفة فيها معتمداً على التصويت من قبل أعضاء اللجنة ببساطة، كان اختيار هذا العام معتمداً على أساس نظام النقاط. حيث تمت المنافسة بناءً على اثني عشر معيارًا، شملت: تمويل الحدث، والموقع نفسه، والمكان، والإقامة لرُواد المؤتمرات، وتوافر الوصول إلى الإنترنت، والأبعاد الاجتماعية، وتكاليف السفر، والقوانين المحلية، والصحافة، والفريق المنظم، وتدوير ويكيمانيا بين المناطق الجغرافية، وسهولة الوصول إليها، وأيضا الحصول على تأشيرات السفر. بشكل عام، أنهت الإسكندرية بـ 3026 نقطة، وأتلانتا برصيد 2419 نقطة، وكيب تاون مع 2003 نقطة. تأثر عرض أتلانتا بصعوبة الحصول على تأشيرات للولايات المتحدة. كانت كيب تاون، التي صنفت العرض الأكثر جاذبية للحصول على التأشيرات، بينما كانت أقل بشكل عام في الفئات الأخرى، وكانت ضعيفة بشكل خاص بالنسبة لتوفر أماكن الإقامة. مع تقديم مكتبة الإسكندرية تسهيلاتها لاستضافة المؤتمر مجانًا، وارتباطها الرمزي بمكتبة الإسكندرية التاريخية، سجلت بذلك العرض الفائز لهذه النسخة.
كان هناك جدل حول المؤتمر، حيث تمت الدعوة لمقاطعة ويكيمانيا 2008 بسبب رقابة مصر الصارمة، وسجن المدونين في عهد حسني مبارك من بينهم، محمد إبراهيم خريج جامعة الإسكندرية الذي عمل على تحقيق إنجاز استضافة مصر للمؤتمر، والذي قال لهيئة الإذاعة البريطانية «أعتقد أن لدينا الحق في تطوير وجعل حرية التعبير منتشرةً على نطاق أوسع». وكان أحد أهدافه المساعدة على نمو ويكيبيديا العربية التي بدأ بالمساهمة بها منذ أوائل عام 2005. كما تم الإعلان عن إطلاق ويكيبيديا مصري في هذا المؤتمر والتي هي نسخة من ويكيبيديا مكتوبة باللهجة المصرية، وهذه النسخة موجهة أصلًا لمتحدثي اللهجة المصرية وكل من يفهمها بديلًا عن ويكيبيديا العربية.
عانى عدد من الويكيبيديين الإسرائيليين من مشاكل مع السلطات المصرية، بسبب بعض الملصقات الخاصة بالمؤتمر، والتي كانوا يحملونها والتي فُسرت من قبل السلطات المصرية على أنها منشورات غير مُصَرح بها، وتخص فعالية غير مرخصة، إلى جانب خوفهم من التعرض للاختطاف بعد تحذير مكتب الأمن القومي الإسرائيلي من احتمالية حصول عمليات اختطاف للمواطنين الإسرائيليين في سيناء.
كانت ويكي هاو هي الراعي الرسمي لويكيمانيا 2008، وكان من ضمن الشركات الصديقة الراعية كل من شركة إنتل، ومايكروسوفت، وصن ميكروسيستمز.

### ويكيمانيا 2009

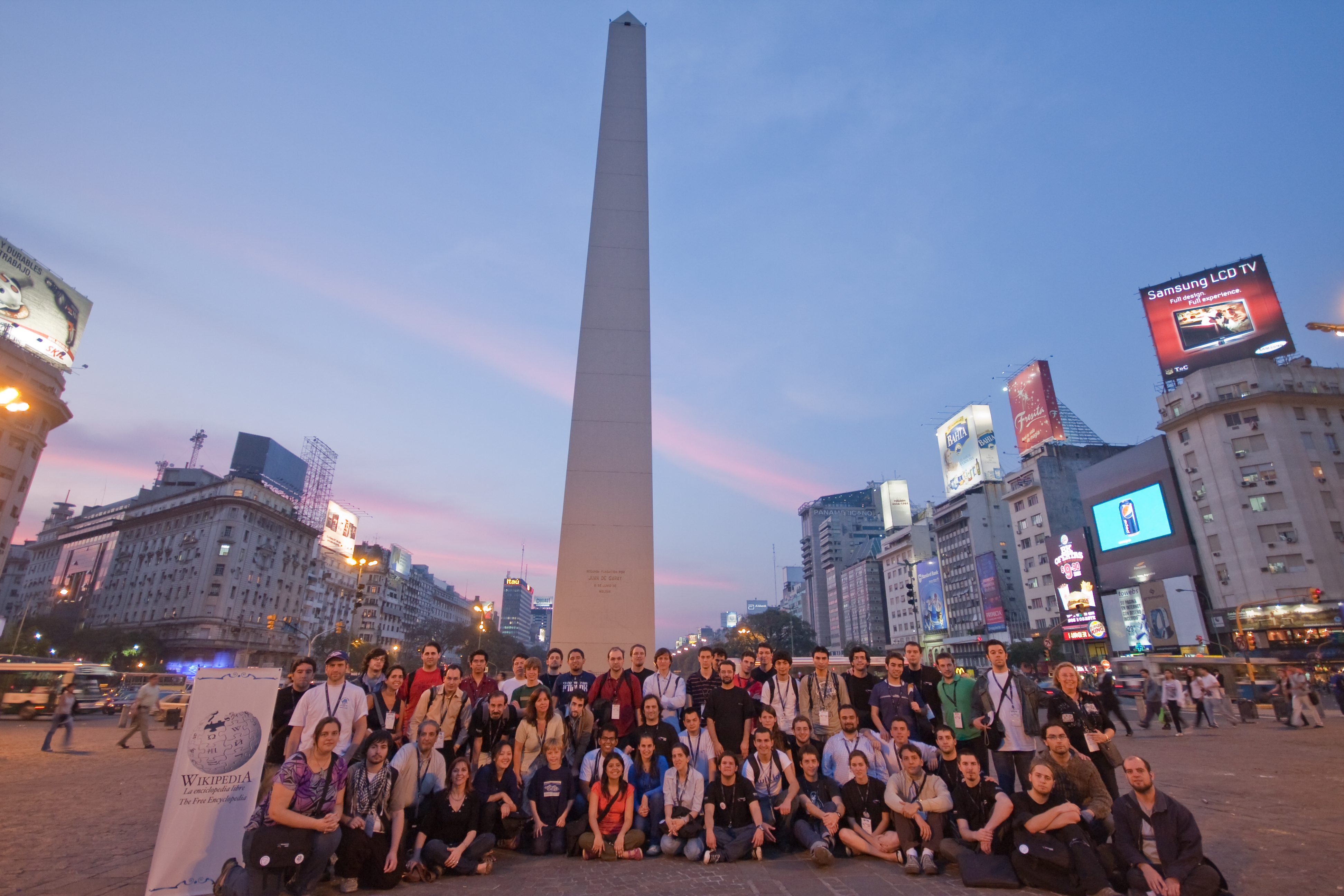
صورة جماعية بعد حفل الختام، ويكيمانيا 2009.

ويكيمانيا 2009 هو النسخة الخامسة من مؤتمر ويكمانيا، تم عقده في الفترة ما بين 26-28 أغسطس 2009، في مدينة بوينس آيرس عاصمة الأرجنتين وأكبر مدنها، وقد بلغ عدد الحضور 559 شخصًا. ووقع الاختيار على مدينة بوينس آيرس، الأرجنتين بعد منافسة مع طلبات مقدمة لاستضافة النسخة بمدن أخرى وهي تورونتو، وبريزبان وكارلسروه.
كان وراء هذا العرض، ويكيميديا الأرجنتين، الفرع المحلي لمؤسسة ويكيميديا. تتكون المنظمة من مجموعة مكوَنة من أكثر من 30 عضوًا نشطًا للغاية، وهي نتاج اجتماعات منتظمة للويكيميديين، تم عقدها في بوينس آيرس منذ عام 2004، وتم تعزيزها خلال عام 2005، من خلال التوَسع في مشاريع ويكيميديا. تتمتع ويكيميديا الأرجنتين -على الرغم من نيلها الاعتراف الرسمي كفصل محلي تابع للمؤسسة الأم منذ فترة قصيرة- بخبرة كبيرة في تنظيم المؤتمرات الضخمة. أبدت السلطات المحلية التزاما كبيرا أيضًا بتنظيم ويكيمانيا في بوينس آيرس. حيث أبدى وزير الثقافة ورئيس هيئة السياحة في حكومة مدينة بوينس آيرس، هيرنان لومباردي، هذا الاهتمام والالتزام تجاه ويكيميديا الأرجنتين. وكذلك فعلت جامعة لا بلاتا الوطنية، واحدة من أهم الجامعات الأرجنتينية، مع أكثر من 75000 طالب منتظم، و8000 من أعضاء هيئة التدريس. وتعهدت مؤسسات تعليمية أخرى بتعاونها واهتمامها، مثل العديد من إدارات جامعة بوينس آيرس.
تعتبر الأرجنتين واحدة من أكثر الدول التي يتمَكن الزوار الوصول إليها، حيث يحتاج عدد قليل جدًا من الزوار إلى تأشيرات الدخول. لا يحتاج مواطنو 65 دولة إلى تأشيرة لدخول الأرجنتين.
كان المتحدثون الرئيسيون: ريتشارد ستولمن وجيمي ويلز. ولم يسبق هذه النسخة من المؤتمر أيام برمجية" (Hackath)، بل تخللَها الكوديثون. ومن المواضيع التي تم مناقشتها مجتمعات ويكيميديا، والمعرفة الحرة وتحديات أمريكا اللاتينية والبنية التحتية التقنية. كانت أنواع التقديمات: ملصقات، ومناقشات مفتوحة، وأعمال فنية وورشات عمل، وعروض تقديمية.
ومن الجهات الراعية لويكيمانيا 2009، بوينس آيرس، وويكي هاو، آنسر دوت كوم، والويكي وغيرهم.

### ويكيمانيا 2010

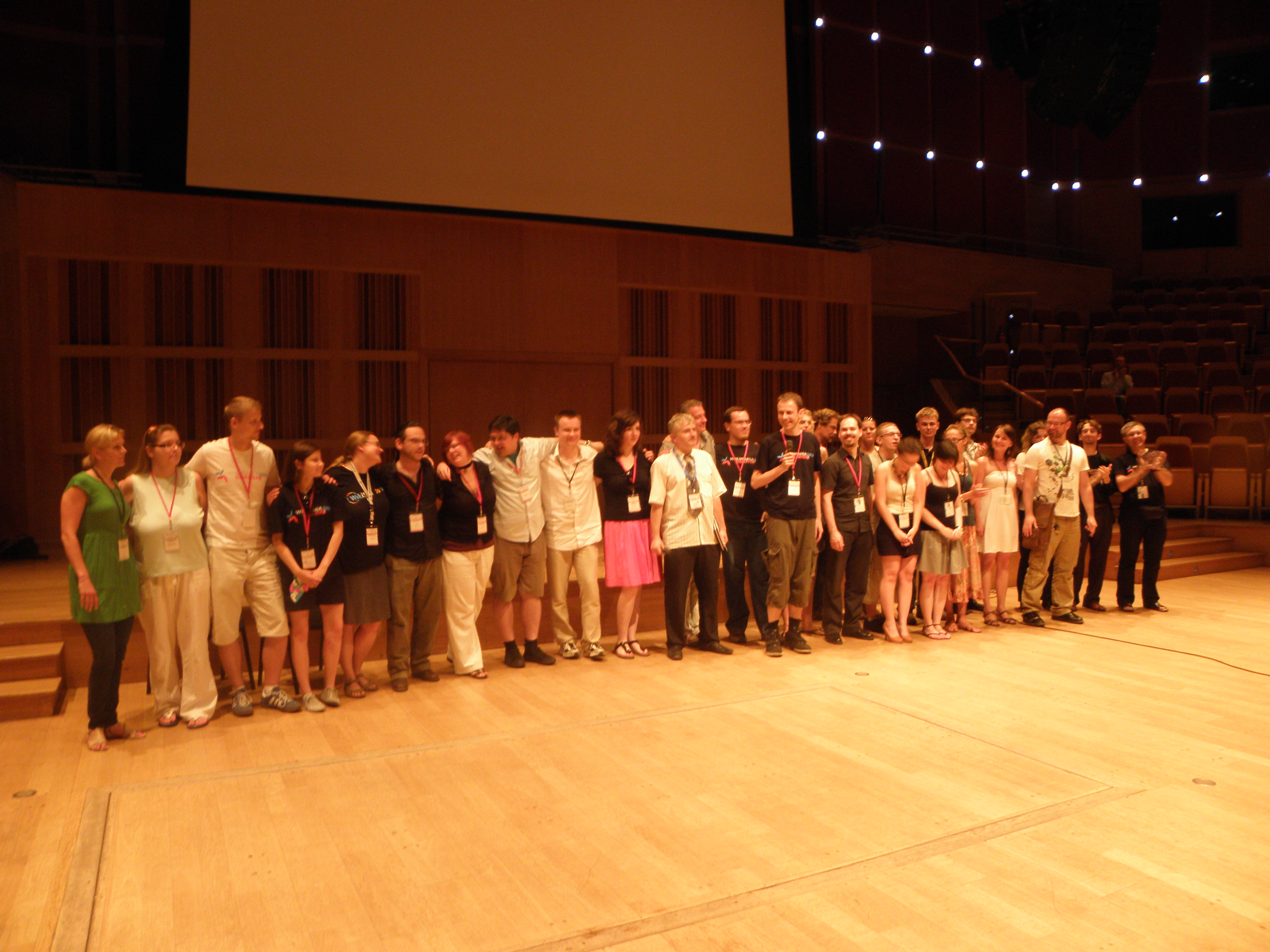
فريق ويكيمانيا 2010.

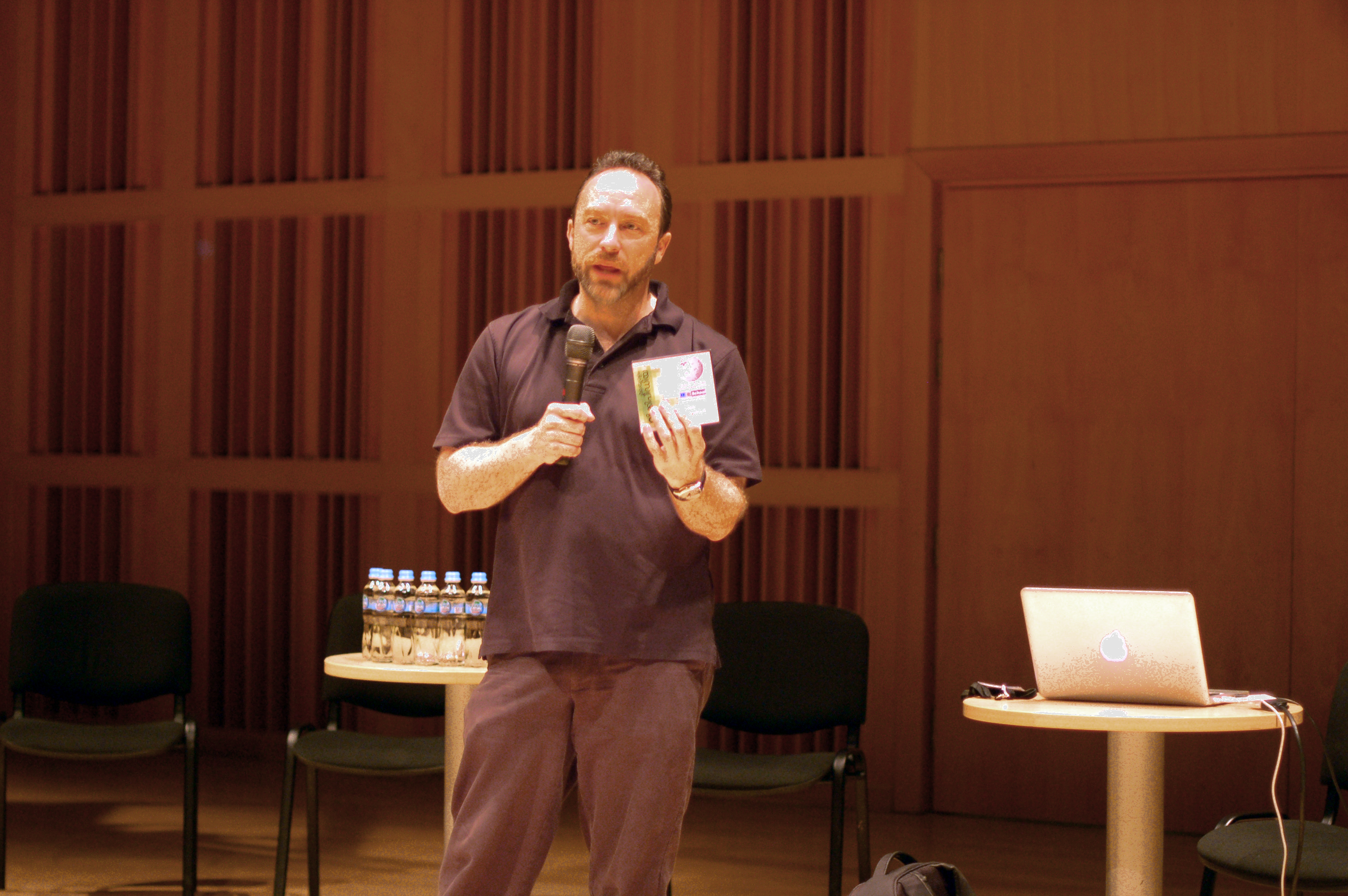
جيمي ويلز يلقي الخطاب الرئيسي في بوزنان.

ويكيمانيا 2010  هو النسخة السادسة من مؤتمر ويكيمانيا، تم عقده في الفترة ما بين 9-11 يوليو في أوركسترا البلطيق البولندية، في غدانسك في بولندا. وقد حضره 500 مشارك من 67 دولة. تداخل موعد اليوم الأول من بداية المؤتمر 9 يوليو مع نهاية المؤتمر الأكاديمي WikiSym (الندوة الدولية حول التعاون مفتوح المصدر). لم تنجح العروض المقدمة لاستضافة المؤتمر من أمستردام وأكسفورد في ويكيمانيا 2010 حيث خسرت بفارق ضئيل.
وما ميّز هذه النسخة عن غيرها هو أنها كانت النسخة الأولى التي تضمنت التركيز بشكل كبير على الجوانب الثقافية الوطنية للبلد المضيف، ولا سيما الحفل الموسيقي لأوركسترا الفلهارمونية، بمناسبة الذكرى العاشرة لوفاة الموسيقار البولندي المعاصر اديسواف سيزيبلمان وقد تم عرض فيديو بالأرقام يوضح الإحصاءات الخاصة بويكيبيديا بشكل عام، وقالت سو جاردنر المديرة التنفيذية لمؤسسة ويكيميديا منذ عام 2007 وحتى 2013، وكذلك كانت مديرة موقع شركة الإذاعة الكندية ووكالات الأنباء على الإنترنت. أن الهدف الأساسي كان أن ينمو عدد الزوار مواقع ويكيميديا من 371 مليون إلى 680 مليون زائر في الشهر الواحد خلال السنوات الخمس المقبلة.
كانت هذه النسخة من المؤتمر بدعم من مدينة غدانسك نفسها، ومساهمي غدانسك، ومحافظة بوميرانيا.

### ويكيمانيا 2011

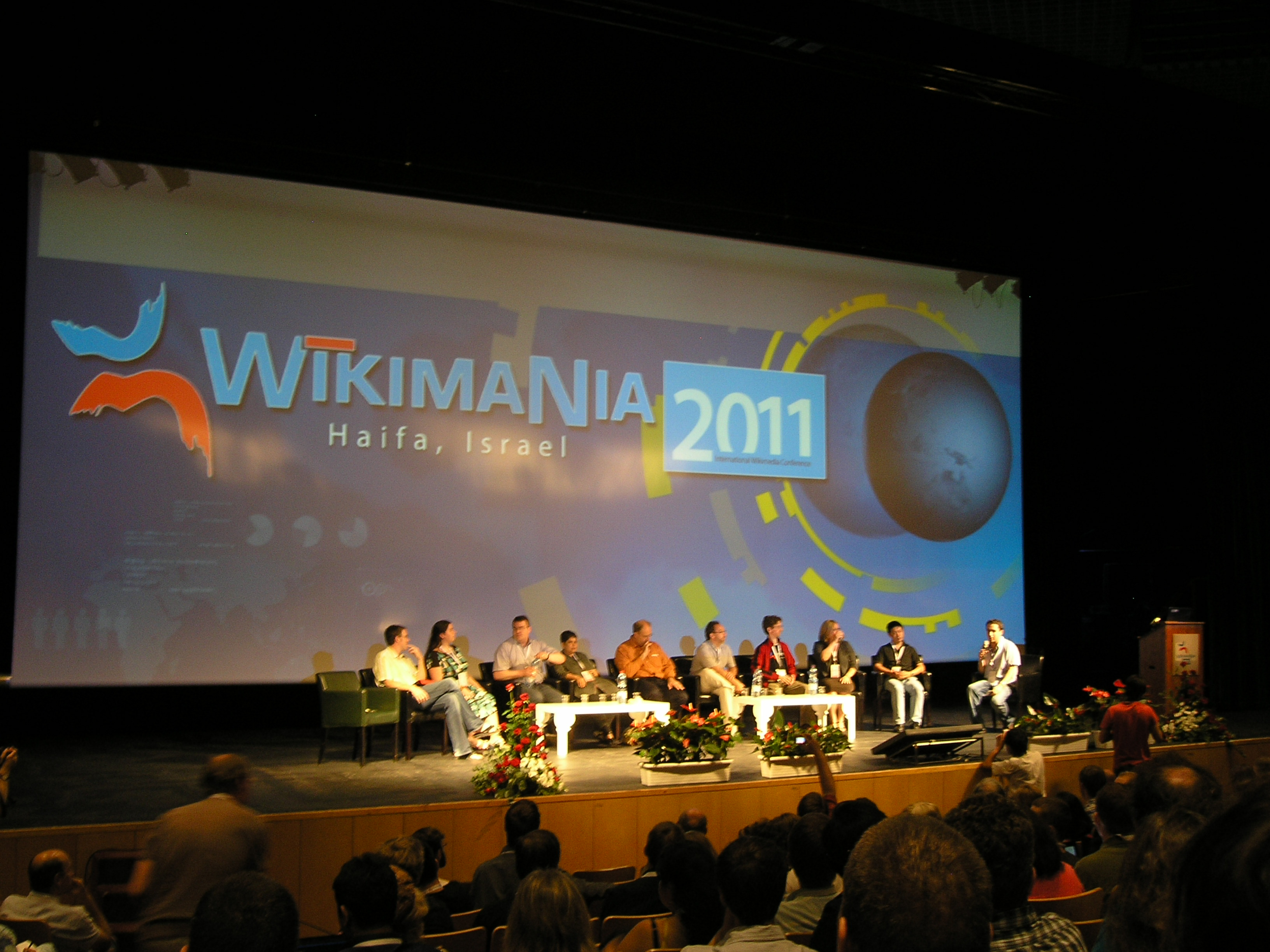
صورة جماعية من افتتاح مؤتمر حيفا، ويكيمانيا 2011.

ويكيمانيا 2011 هو النسخة السابعة من مؤتمر ويكيمانيا، والذي تم عقده في الفترة الممتدة ما بين 4-7 أغسطس عام 2011، في مدينة حيفا في إسرائيل. عُقد المؤتمر في أوديتوريوم حيفا جنباً إلى جنب مع مركز هيشت الثقافي بالقرب من جبل الكرمل، وحضر المؤتمر 720 شخص من 56 دولة مختلفة. وكان من بين المتحدثين الرئيسيين في المؤتمر يوتشاي بينكلر، وهو مُحاضر في مركز بيركمان للإنترنت والمجتمع، بجامعة هارفارد. وجوزيف ريجل جونيور من معهد ماساتشوستس للتكنولوجيا، وهو مؤلف كتاب تعاون حسن النية:(ثقافة ويكيبيديا). كما تحدَث في المؤتمر كل من رئيس لجنة العلوم والتكنولوجيا في الكنيست مئير شطريت، وعمدة حيفا يوناه ياهف. وكانت جامعة حيفا من ضمن الرُعاة للمؤتمر. وتضمن المؤتمر 125 جلسة في خمسة جلسات متزامنة.
أشار جيمي ويلز مؤسس موسوعة ويكيبيديا في مقابلة قامت بها صحيفة هآرتس الإسرائيلية معه إلى أنه كان هناك دعوات لمقاطعة المؤتمر في إسرائيل، كما كانت هناك مُعارضة لوجود المحررين الإسرائيليين في مصر في ويكيمانيا 2008، وقال أنه بالرغم من الصراعات بين المحررين على الأحداث التي تدور في الصراع الفلسطيني الإسرائيلي فإنه يؤمن بأن المحتوى المنشور في موسوعة ويكيبيديا محايدة إلى حد كبير، وأن هناك جهود مبذولة من قبل مجموعات مؤيدة لإسرائيل لتجنيد المزيد من محرري ويكيبيديا.
تحدثت المديرة التنفيذية لمؤسسة ويكيميديا سو جاردنر في المؤتمر عن العقلية الغربية التي يهيمن عليها الذكور والتي تميز ويكيبيديا. وفي نهاية الحفل الختامي في 7 أغسطس، حصل جيمي ويلز على غلاف اليوم الأول لأول طابع بريدي مرتبط بويكيبيديا، صادراً عن خدمة البريد الإسرائيلية تكريمًا للحدث. ومن بين المشاريع الجديدة التي تمت مناقشتها، كان التعاون مع المؤسسات الثقافية مثل المعارض والمكتبات ودور المحفوظات والمتاحف.
حصل المشاركون بعد المؤتمر على جولة مجانية في حيفا والقدس والناصرة وعكا، وقال شاي ياكير الرئيس المنتهية ولايته من ويكيميديا إسرائيل إن هذا المؤتمر يعتبر بالنسبة لإسرائيل بمثابة استضافة دورة للألعاب الأولمبية. أعلن في ويكيمانيا 2011 عن أول فائز بلقب ويكيميدي العام وهو راوان كينزيخانولي.
هذه النسخة برعاية من مؤسسة ويكيميديا، ومدينة حيفا، وجامعة حيفا، وأسك دوت كوم، وأنسر دوت كوم، وغيرهم.

### ويكيمانيا 2012

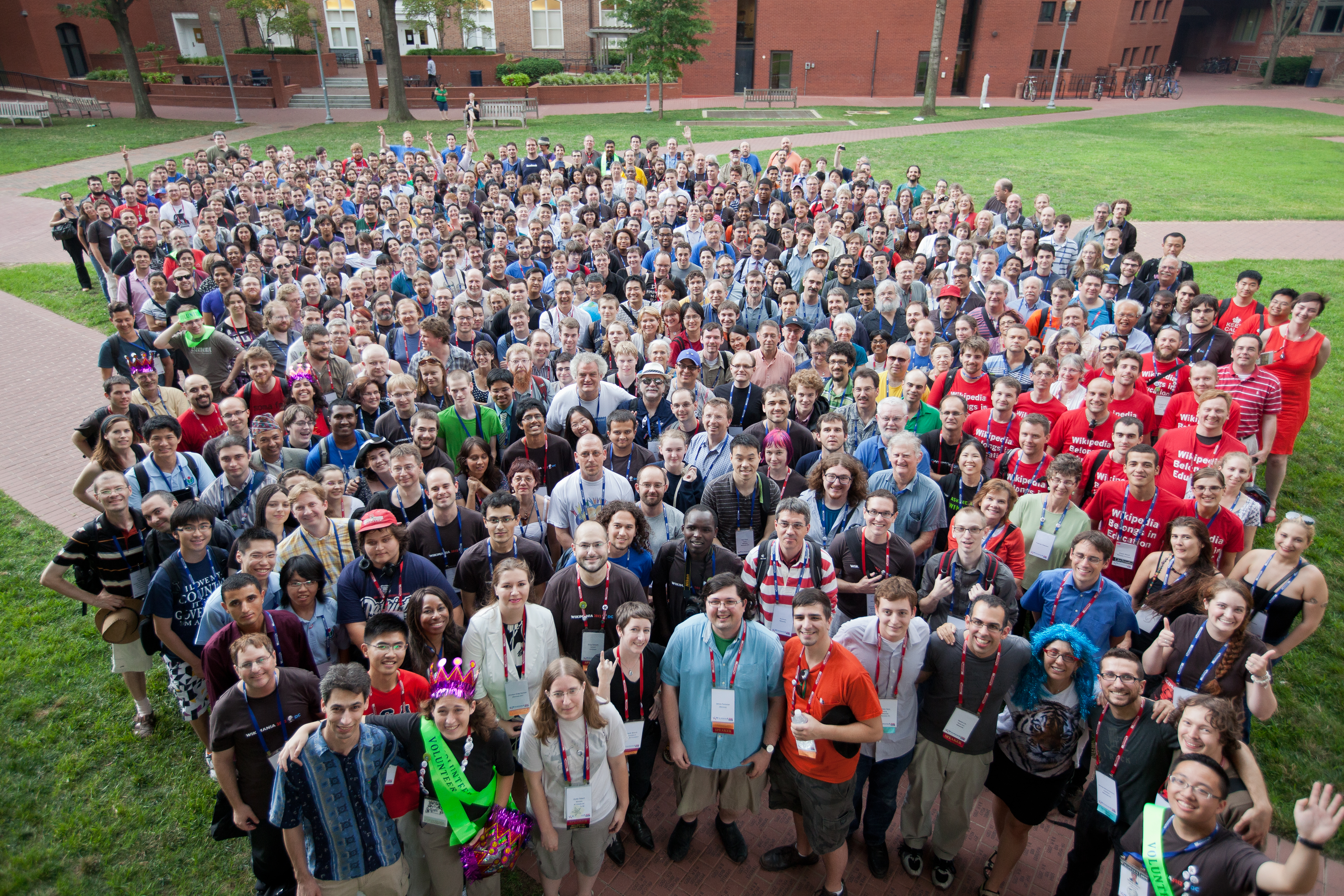
الصورة الجماعية لحضور ويكيمانيا 2012.

ويكيمانيا 2012 هو النسخة الثامنة من مؤتمر ويكيمانيا، تم عقده في الفترة الممتدة ما بين 12-15 يوليو 2012، في جامعة جورج واشنطن في واشنطن العاصمة، الولايات المتحدة. وشارك فيه أكثر من 1400 مشارك من 87 بلدًا. وقامت وزارة الخارجية الأمريكية بالتعاون مع اللجنة المنظمة للمؤتمر باستضافة مؤتمر سمي بمؤتمر تكنولوجيا الدولة:(Wiki.Gov)، وركز على «المعرفة التعاونية واستخدام الويكي في القطاع العام».
وكانت أبرز محاور المؤتمر هي الحديث عن الحاجة إلى تحديث الواجهة القديمة، والبحث عن أدوات تقنية جديدة من أجل جذب المزيد من المحررين الجدد، والإبقاء على المحررين القُدامى، وجعل مواقع مشاريع ويكيميديا أكثر جاذبيًة للمستخدمين خصوصًا النساء، نظراً للفجوة بين جنس المستخدمين. وتم عرض مخططات مختارة من مجلة ذا أتلانتيك، والتي أظهرت كيف انخفض عدد الإداريين الجُدد بشكل كبير خلال السنوات القليلة الماضية.
خلال الجلسة الافتتاحية للمؤتمر، علّق جيمي ويلز على الاحتجاجات على قانوني سوبا وبيبا التي حدثت في يناير 2012، قائلاً "عندما أذهب لزيارة المسؤولين الحكوميين الآن، فإنهم يشعرون بقليل من الخوف". ومع ذلك، كرّر وأكد التزام مؤسسة ويكيميديا بالحياد السياسي باستثناء "أخطر الأشياء التي تؤثر بشكل مباشر على عملنا." اتفق ويلز مع المتحدثة الرئيسية ماري غاردينر، وهي من ضمن المشاركين في تأسيس مبادرة آدا، على أن مؤسسة ويكيميديا عليها أن تفعل المزيد لزيادة عدد النساء المحررات، حيث صرَحت غاردينر: "كمشروع للسعي نحو التغيير الاجتماعي، حتى لو لم يكن مشروعًا ناشطًا، يتحمّل مجتمع ويكيبيديا المسؤولية تجاه مهمته، وتجاه كافة الأشخاص الموجودين هناك في العالم الخارجي، أيضًا ليكونوا دائمًا في رحلة نحو التنوَع لزيادة حجم المظلة المجتمعية العالمية.
كانت هذه النسخة من المؤتمر بالشراكة مع مؤسسة ويكيميديا، وإدارة الأرشيف والوثائق الوطنية، وبرعاية كل من: شركة جوجل، وأسك دوت كوم، وويكيا، وويكي هاو وغيرهم.

### ويكيمانيا 2013

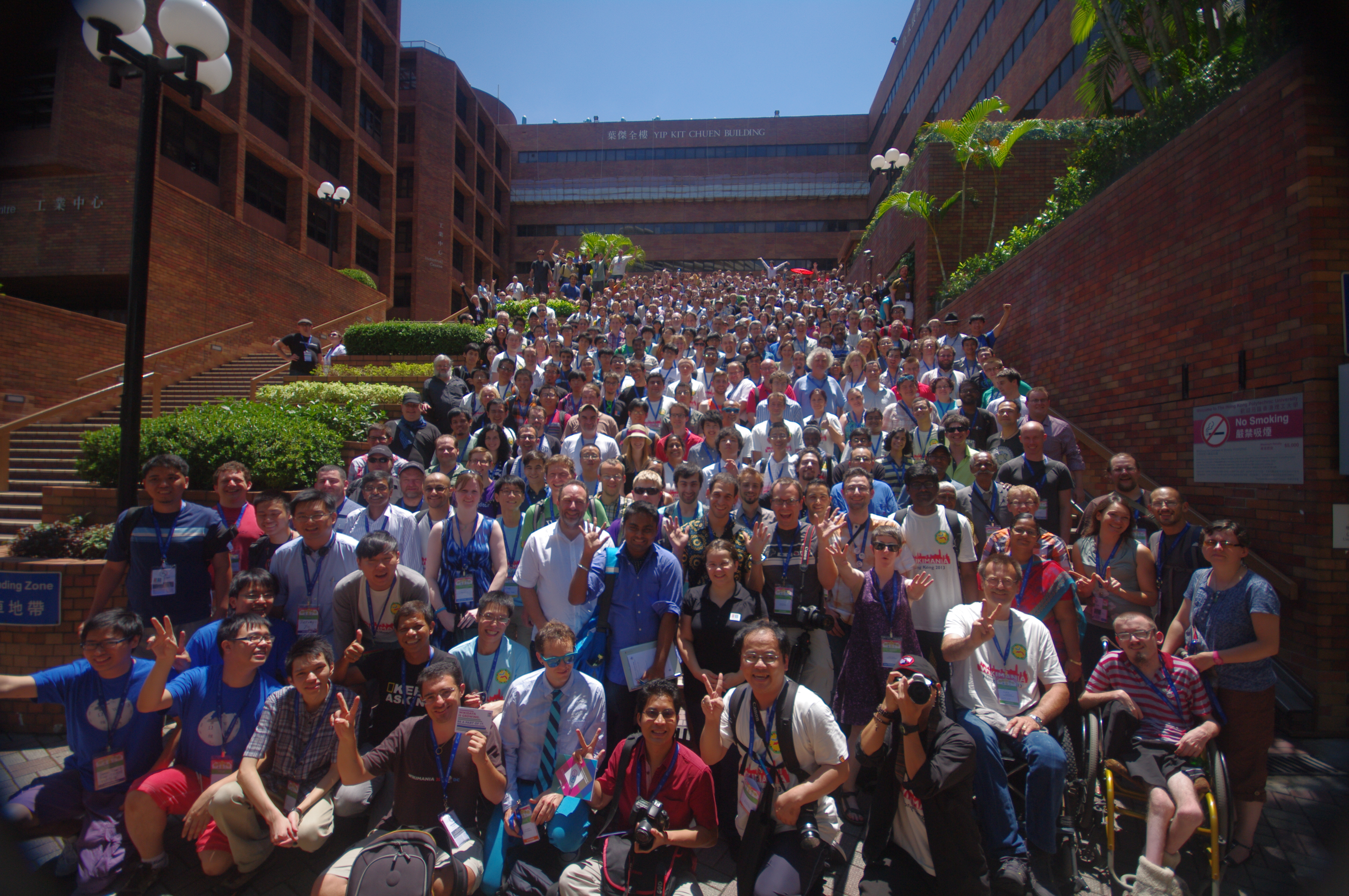
صورة جماعية لحضور ويكيمانيا، هونج كونج ، 2013.

ويكيمانيا 2013 هو النسخة التاسعة من مؤتمر ويكيمانيا، تم عقده في الفترة الممتدة ما بين 7 -1 من شهر أغسطس - آب عام 2013، في جامعة هونغ كونغ للفنون التطبيقية في الصين، بحضور 700 مشارك من 88 دولة. وكانت المدن المرشحة لاستضافة هذه النسخة من قارة آسيا: كلاً من سوراكارتا (إندونيسيا)، وهونغ كونغ التي نجحت ووصلت لمرحلة النهائيات، وتم اختيارها من قبل أعضاء لجنة التحكيم. ومن قارة أوروبا: كل من بريستول (بريطانيا)، ونابولي (إيطاليا)، ولندن (المملكة المتحدة) التي وصلت لمرحلة النهائيات ولكنها لم تنجح بالاستضافة.
في 2 مايو 2012، أعلنت لجنة تحكيم ويكيمانيا أن محاولة هونغ كونغ لعقد حدث 2013 قد فاقت أربعة مقترحات أخرى. كتب المشرف جيمس فورستر: "لدى هيئة المحلفين ثقة في أن فريق العطاءات في هونغ كونغ سينطلق من ويكيمانيا الرائعة" - وكانت هناك بالفعل تعليقات إيجابية حول الحدث من العديد من الحاضرين.من ناحية أخرى، كانت "الميزانية والمالية" أحد العوامل السبعة التي ركزت عليها لجنة التحكيم، ومن بين معايير التحكيم الرئيسية للمنافسة "اللوجستيات المالية"، "دعم الفرع"، والخبرة في "الشؤون المالية" والمُساءلة عن الأحداث ذات النطاق المماثل ". تمتع الحدث بدعم مالي أساسي من مؤسسة ويكيميديا بقيمة 300000 دولار، مع تحمل الجهات المانحة تكاليف إضافية للنقل والإقامة لما بدا أنه كان ما لا يقل عن 70 شخصًا، وتلَقت دعماً مادياً ضخما من عدَة جهات أخرى. من أجل النزاهة والشفافية، وافق المنظمون على تحديد موعد نهائي مدته ثلاثة أشهر لتقديم بيان مالي. بعد انتهاء التاريخ المحدد، وأجاب عضو الفريق ديريك تشان أن أمين الصندوق (تانغو خان) كان ينسق العملية، وأشار إلى "الكثيرين الذين تعاملوا مع الأموال" بأنه واجهوا صعوبة في إعداد الحسابات. كما ألقى باللوم في انتهاك الموعد النهائي على "إحجام الصندوق عن تمويل الموظفين الإداريين". قد يكون هذا إشارة إلى توصية لجنة توزيع الأموال قبل أشهر قليلة من الحدث برفض تمويل منحة سنوية لفرع هونغ كونغ، بسبب المخاوف من "الحوكمة الداخلية، وقدرة الإدارة المالية، وقدرة المتطوعين على إدارة خطة الحدث لمثل هذا الكبير"، مع الإشارة إلى أن" ويكيميديا هونغ كونغ في الوقت الراهن خارج نطاق الامتثال لمنح مؤسسة ويكيميديا السابقة. " وقد تبع ذلك احتجاج غاضب من الفرع المحلي هونغ كونغ. وبذلك فشلت ويكيماينا 2013 في إصدار بيان مالي يثير تساؤلات حول النزاهة المالية.
كان من بين المتحدثين الرئيسين كل من: جيمي ويلز، وسو جاردنر، وماكوتو أوكاموتو، وتشارلز موك. أقيمت أحد حفلات هذا المؤتمر في أطول مبنى في هونغ كونغ، وهو مركز التجارة الدولية، وأقيم الفل الختاميّ في شاطئ شيك أو. وشملت الموضوعات التي تمت مناقشتها: الفجوة بين الجنسين في ويكيبيديا، وموضوع الويكي في آسيا، والتواصل الثقافي والتعليمي (ويكي الثقافة والمجتمع)، والتحليل والمشاركة العامة، والحديث عن التكنولوجيا والبنية التحتية.
اقتراح المؤسس المشارك لويكيبيديا جيمي ويلز أن على ويكيبيديا البدء في استخدام بروتوكول طبقة المقابس الآمنة لتشفير صفحاتها. تم إعلان فوز ريمي ماتيس بلقب ويكيميدي العام 2013.
هذه النسخة من تنظيم ويكيميديا هونج كونغ، وبدعم من مؤسسة ويكيميديا، وكل من شركة جوجل، وأسك دوت كوم، وويكي هاو وغيرهم.

### ويكيمانيا 2014

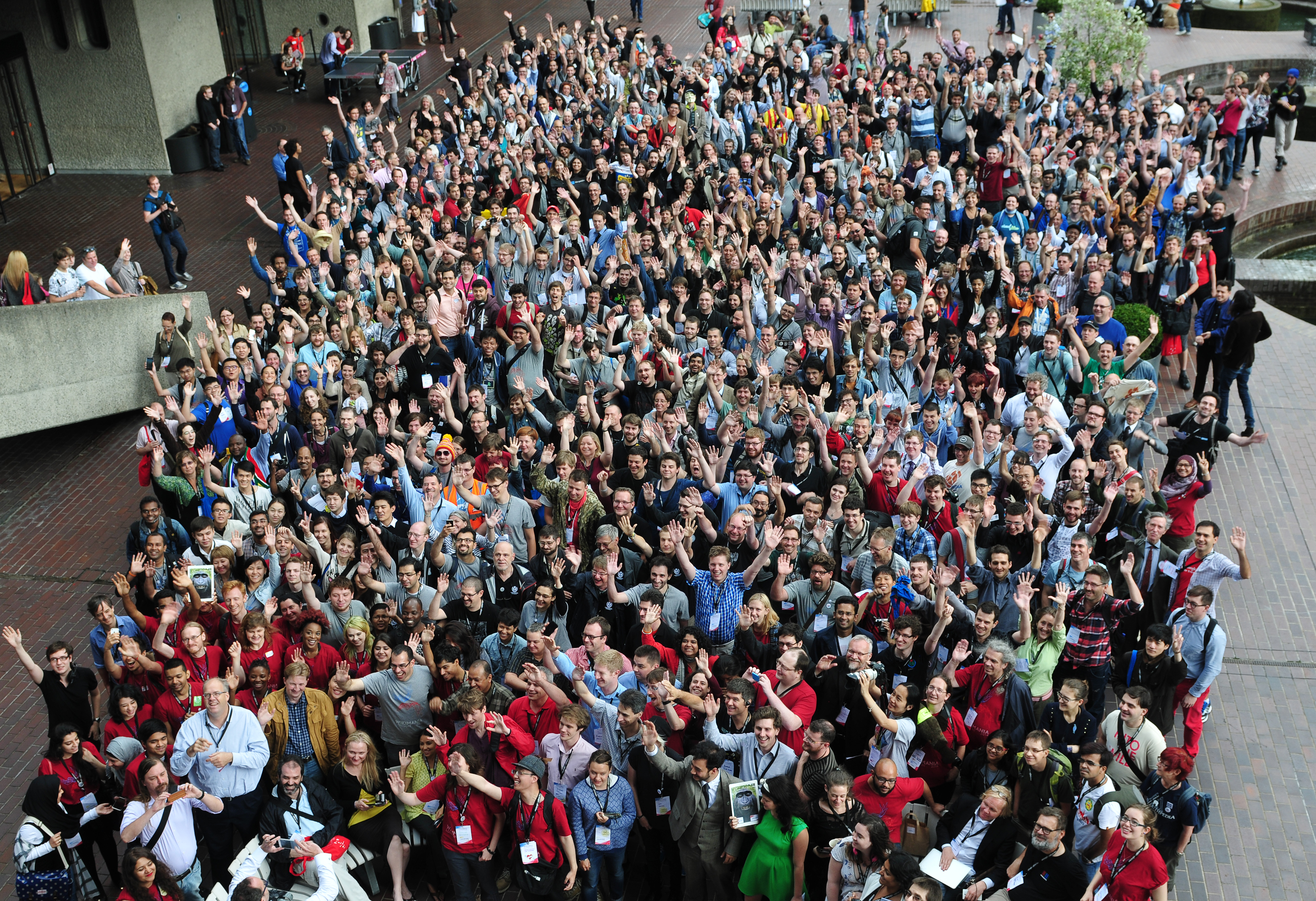
حضور ويكيمانيا 2014

ويكيمانيا 2014 هو النسخة العاشرة من مؤتمر ويكيمانيا، تم عقده في الفترة الممتدة ما بين 8 إلى 10 أغسطس عام 2014 في مركز باربيكان في مدينة لندن بالمملكة المتحدة. بدأت المنافسة لاستضافته رسميًّا في ديسمبر عام 2012 واختيرت لندن في مايو 2013 لتكون المدينة المضيفة بعد منافسةٍ لاستضافته في أروشا (تنزانيا). ألقى سليل شيتي الأمين العام لمنظمة العفو الدوليّة الخطاب الرئيسي. وما ميّزه أيضًا هو أنه كان أول نسخة تتحدّث فيها المديرة التنفيذية الجديدة لويكيميديا في ذلك الوقت ليلى ترتيكوف. وسبق هذا الحدث هاكاثون لمدة يومين، وسلسلة من الأحداث الجانبيّة.
كان للمؤتمر خمسة مسارات، وهي: الآلات الاجتماعية، ومستقبل التعليم، والإعلام الديمقراطي، والمنح الدراسية المفتوحة، والبيانات المفتوحة. تم توثيق المؤتمر من خلال البرنامج التلفزيوني 60 دقيقة في برنامج بعنوان «ويكيمانيا». وكان من المتحدثين الرئيسين: جيمي ويلز، وليلى ترتيكوف، وإريك مولر.
ومن الجهات الداعمة لهذه النسخة من المؤتمر كل من: مؤسسة ويكيميديا، وويكيميديا المملكة المتحدة، وشركة جوجل، وأسك دوت كوم، وويكي هاو وغيرهم.

### ويكيمانيا 2015
ويكيمانيا 2015 هو النسخة الحادية عشر من مؤتمر ويكيمانيا، تم عقده في الفترة الممتدة ما بين 15- 19 يوليو - تموز من عام 2015، في فندق هيلتون مكسيكو سيتي ريفورما في مكسيكو، المكسيك. وقد حضره 800 شخص، مثلوا 60 دولة مختلفة. حيث شمل خمسة أيام من المعرفة الحرَة في قلب حركة ويكيميديا في تجمَعٍ واحدٍ في مكسيكو ستي، وكانت أحداث ما قبل المؤتمر في فترة : 15-17 يوليو وتضمنها الهاكاثون. أما برنامج المؤتمر الفعلي امتَد بفترة: 17-19 يوليو من ذلك العام.
بدأت المنافسة للاستضافة بشكل رسمي في عام 2013. وكانت المدن المرشحة لاستضافة هذه النسخة: مدينة أروشا في شمال تنزانيا، ومقاطعة بالي في إندونيسيا، ومدينة كيب تاون في جنوب إفريقيا، ومدينة دار السلام في تنزانيا، وإزينو لاريو، مقاطعة ليكو، لومبارديا، إيطاليا، والمنستير، في تونس. ووقع الإختيار على مكسيكو سيتي التي كانت ضمن قائمة التصفيات النهائية التي كان من ضمنها أيضا كُلاً من مدينتي كيب تاون والمنستير. واختيرت مكسيكو سيتي في نيسان -أبريل 2014 لتكون المدينة المضيفة. وكان المكان الرئيسي هو فندق هيلتون مكسيكو سيتي ريفورما.
وكان من بين المتحدثين الرئيسين: جيمي ويلز مؤسس ويكيبيديا، وليلى ترتيكوف المديرة التنفيذية لمؤسسة ويكيميديا، وميغيل توركو ماركيز رئيس مجلس مدينة مكسيكو للسياحة وغيرهم.
ومن الجهات الراعية لهذه النسخة من المؤتمر كل من: مؤسسة ويكيميديا، وشركة جوجل، وويكي هاو، وأسك دوت كوم وغيرهم. وكان الكيان المنظم هو ويكيميديا المكسيك، الفرع المكسيكي المحلي الذي يمثل مؤسسة ويكيميديا ويقوم بالنشاطات باسمها.

### ويكيمانيا 2016
ويكيمانيا 2016 هو النسخة الثانية عشر من مؤتمر ويكيميديا، تم عقدة في الفترة الممتدة ما بين 21 يونيو حتى 28 يونيو 2016. في قرية إزينو لاريو في شمال إيطاليا. كان إعلان اختيار قرية إزينو لاريو كمكان لحدوث هذة النسخة من المؤتمر قراراً غير ناجح. حيث كان المكان الأول الذي لا يُعقد في مدينة كبرى. وهي قرية جبلية تضم حوالي 750 شخصًا. أثار المتطوعون وغيرهم مجموعة من المخاوف التي تثير تساؤلات جدية حول مدى ملاءمة المدينة لاستضافة مثل هذا المؤتمر الكبير، والتي قيل عنها باستنكار: «قرية إيطالية شمالية تضم 775 شخصًا لحضور مؤتمر يضم ما يقارب 1000شخصاً الخ ... إذن ، أين ينام الناس؟». أشار أعضاء لجنة التحكيم إلى أن إزينو لاريو سجلت 116 نقطة مقارنة مع منافستها الفلبين الحاصلة على 109نقطة، من أصل 140 نقطة. وذكرت هيئة المحلفين نقاط القوة المحددة في عرض إزينو لاريو مثل: «السلامة الشخصية للحضور، ووجود مساحات اجتماعية جذابة، إضافةً للقوة الشاملة لفريقها». تفوقت نقاط القوة هذه على أي مخاوف من حقيقة أن معظم الحاضرين سوف يحتاجون إلى الإقامة في فنادق على بعد 40 دقيقة من المدينة بالحافلة، أو أن الفنادق الصغيرة المنفصلة ستُعطل أي خطط خارج المؤتمر نفسه. ومن أوجه القصور في إزينو لاريو هي عدم سهولة الوصول لبعض الأشخاص خاصة لذوي الاحتياجات الخاصة مما أثار غضب البعض. أثيرت مخاوف إضافية على فيسبوك بواسطة كريستوفر كوبر (CT Cooper) بشأن الاستخدام المخطط له البالغ 55000 دولار من أموال مؤسسة ويكيميديا، لدعم تطوير الإنترنت والكهرباء في مدينة من العالم الأول، والتي بدونها ستكون غير مجهزة لحدث مثل ويكيمانيا. رغم كل ذلك فازت واستضافت ويكيمانيا لتلك السنة
أثناء المؤتمر تم الإعلان عن تعيين المديرة التنفيذية لمؤسسة ويكيميديا، كاثرين ماهر، بشكل دائم. وأُعلن فيه أيضاً عن فوز روزي ستيفنسون-جودنايت بلقب ويكيميدي العام 2016 جنبا إلى جنب مع إميلي تيمبل-وود.
تلَقت هذه النسخة من المؤتمر دعم كبير من عدة جهات ممثلة بكل من: مؤسسة ويكيميديا، وويكيميديا إيطاليا، ومنطقة لومبارديا، والعديد من المدارس والمؤسسات والشركات الإيطالية وغيرهم.

### ويكيمانيا 2017

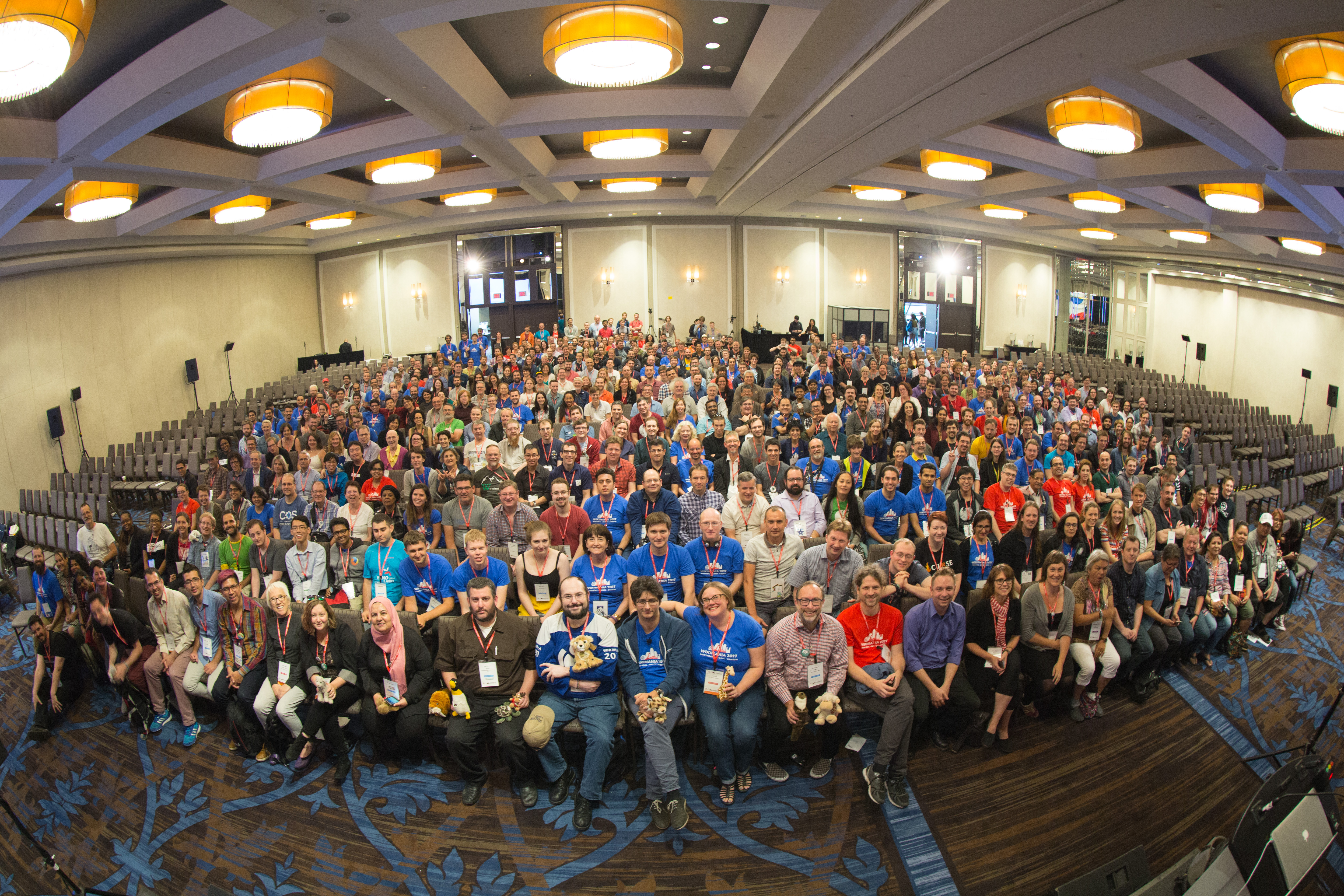
صورة جماعية للحفل الختامي لويكيمانيا 2017.

ويكيمانيا 2017، هو النسخة الثالثة عشر من مؤتمر ويكيمانيا، والذي تم عقده في الفترة الممتدة ما بين 9 إلى 13 أغسطس 2017. في فندق شيراتون المركزي في مونتريال بمقاطعة كيبيك الكندية. وقد ضم المؤتمر 915 شخص، حصل 144 شخص منهم على منح كاملة وجزئية، و564 شخص قاموا بالدفع والتسجيل، و169 شخص شملو طاقم موظفي مؤسسة وييكيميديا، والمجلس الإداري واللجان، و57 ممثلين عن دول مختلفة.
تلقَقت هذه النسخة عروضاً للاستضافة من كل من: أفريقيا (كينا)، وأمريكا (الولايات المتحدة)، وآسيا (بالي، أندونيسيا)، وأوروبا (البرتغال) وغيرهم. وتضمَن أول يومين مؤتمر ويكيبيديا في شمال أمريكا. وفي هذة النسخة من المؤتمر حصلت مشكلة في التنسيق حيث رُفضت فيها التأشيرة للعديد من الويكيبيديين المتقدمين للمؤتمر، وبناءً على ما حصل تم تقديم منحة تلقائية لويكيمانيا 2018 لكل شخص تم رفض تأشيرته في ويكيمانيا 2017. تم إعلان فوز فيليكس نارتي بلقب ويكيميدي العام 2017.
كان من بين المتحدثين الرئيسين: سوزان ن. هيرمان، وجيمي ويلز، وغابرييلا كول، وكاثرين ماهر، غيرهم. ومن الجهات الراعية لهذه النسخة من المؤتمر: مؤسسة ويكيميديا، ومؤسسة ويكيميديا كندا، وشركة جوجل، وويكي هاو، ومدينة مونتريال وغيرهم.

### ويكيمانيا 2018

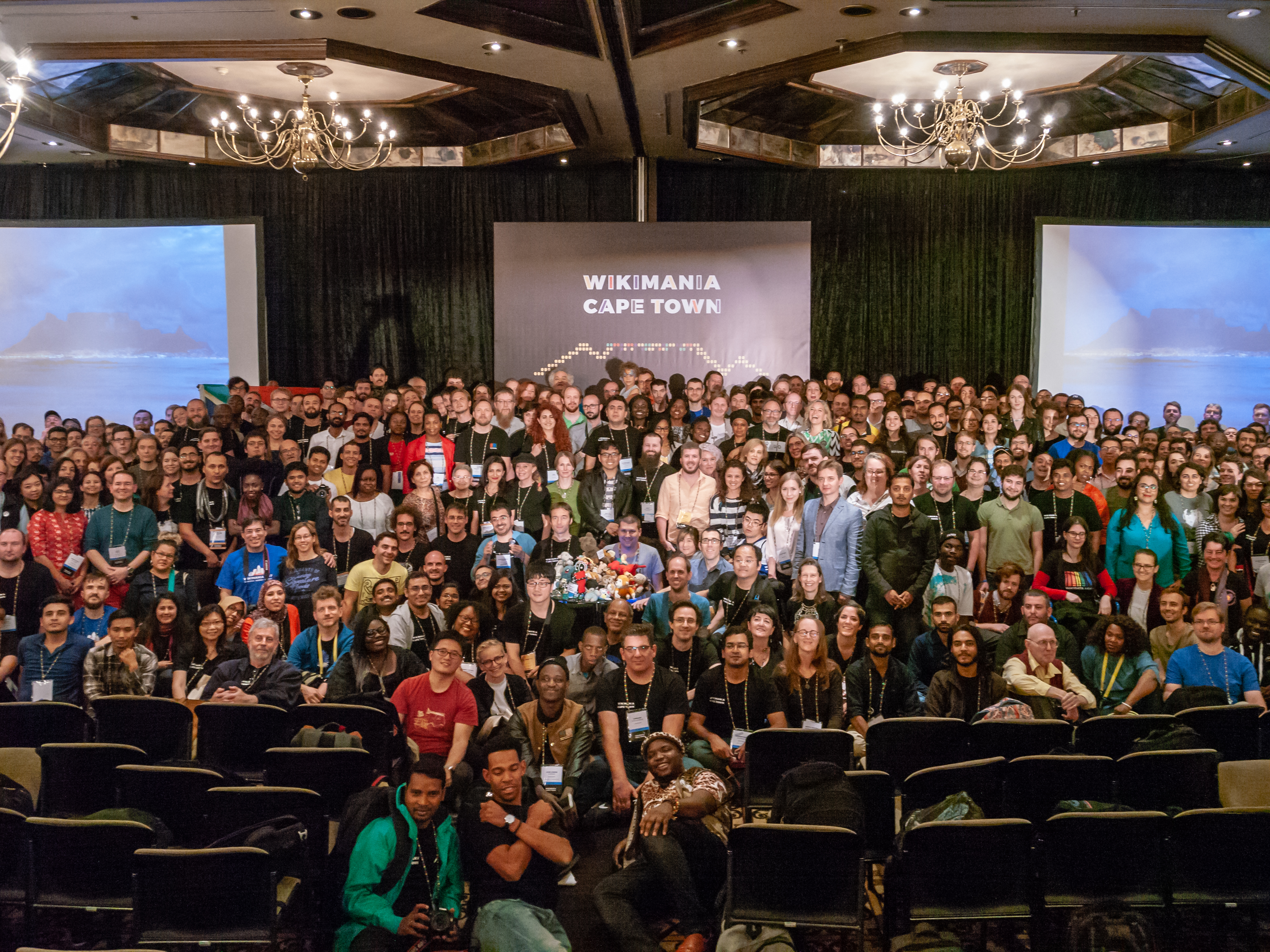
صورة جماعية لحضور ويكيمانيا 2018.

ويكيمانيا 2018، هو النسخة الرابعة عشر من مؤتمر ويكيمانيا، تم عقده في الفترة الممتدة ما بين 18 إلى 22 يوليو 2018، في فندق مدينة كيب التابع لمجموعة فنادق سوثرن سن. في مدينة كيب تاون في جنوب أفريقيا. كان موضوع المؤتمر الرئيسي هو «سد فجوات المعرفة: طريق أوبونتو إلى الأمام». وكانت هذه هي المرة الأولى التي ينظم فيها الحدث في أفريقيا جنوب الصحراء. في حين كانت هذه هي المرة الثانية التي يقام فيها المؤتمر في إفريقيا أو في نصف الكرة الجنوبي.
وكان من بين المتحدثين الرئيسين في المؤتمر: جوي بولامويني مؤسِسة رابطة الخوارزميات، ومارتن ديتوس عالم بيانات في معهد أكسفورد للإنترنت، وشون جاكوبس مؤسس «إفريقيا كبلد»، وكاثرين ماهر المديرة التنفيذية لمؤسسة ويكيميديا. أعلن في ويكيمانيا 2018 عن فوز فرهاد فاتكولين بلقب ويكيميدي العام.
وكانت الجهات الراعية لهذه النسخة من المؤتمر كل من: مؤسسة ويكيميديا، وشركة جوجل، وويكي هاو، وفرع ويكيميديا جنوب أفريقيا، وجامعة كيب تاون وغيرهم.

### ويكيمانيا 2019

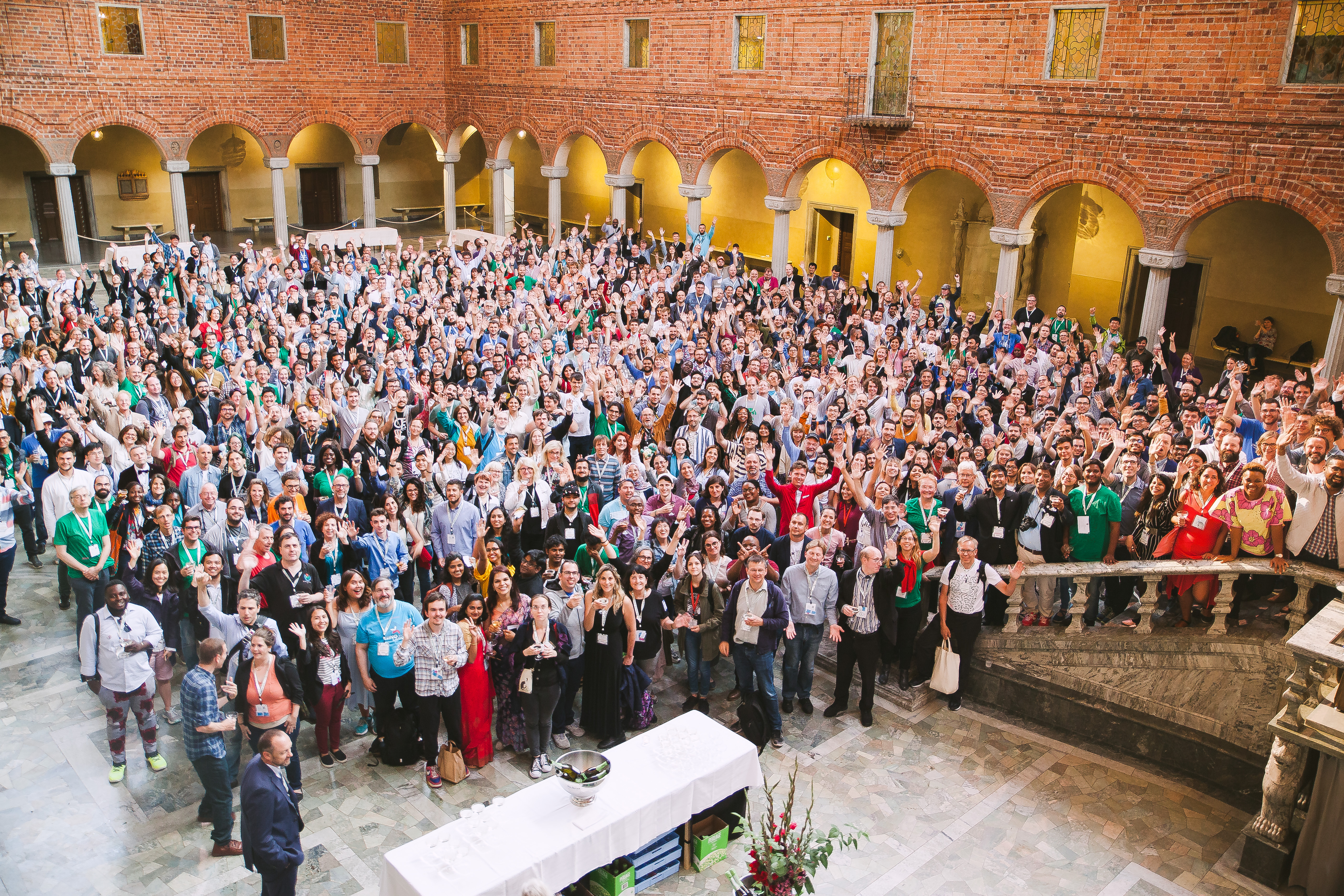
الصورة الجماعية لحضور ويكيمانيا 2019.

ويكيمانيا 2019، هو النسخة الخامسة عشر من مؤتمر ويكيمانيا. تم عقده في الفترة الممتدة ما بين 14 إلى 18 أغسطس 2019. في مدينة ستوكهولم السويدية وبالتحديد في حرم جامعة ستوكهولم، وحضره أكثر من 800 مشارك. أُعلن فيه عن فوز الويكيميدية التونسية آمنة الميزوني بلقب ويكيميدي العام. تم تنظيم المؤتمر من قبل ويكيميديا السويد بالشراكة مع مؤسسة ويكيميديا وقد تضمن جدول أعمال المؤتمر مناقشة أهداف التنمية المستدامة.
سبق المؤتمر يومين (من الأربعاء 14 إلى الخميس 15 أغسطس). وشملت أنشطة ما قبل المؤتمر في حرم الجامعة نشاطين محددين: الهاكثون وأيام التعلم. ومن أجل المشاركة في هذه الأنشطة، كان يتوجَب على المشاركين التسجيل في أيام ما قبل المؤتمر.
لتقليل الضرر البيئي الناجم عن إقامة المؤتمر، والذي أقرَت ويكيميديا السويد ومؤسسة ويكيميديا به، وبأنها تتحمل مسؤولية التعويض عنه بدفع مقابل مادي. حيث يعد التلوث الناجم عن المؤتمر جزءًا من التكاليف غير المباشرة. ورعت مؤسسة تيراباس تسديد نصف هذا التعويض، وتم تقسيم تكلفة النصف الآخر من موازنة الكربون بين مؤسسة ويكيمانيا وويكيميديا السويد.

### ويكيمانيا 2020-2022
كان من المقرر عقد مؤتمر ويكيمانيا السادس عشر في بانكوك في الفترة من 5 إلى 9 أغسطس 2020، بالتزامن مع الذكرى الخامسة عشرة للحدث. في مارس 2020، بسبب جائحة فيروس كورونا، أعلنت كاثرين ماهر عن تأجيل المؤتمر حتى عام 2021. في 28 يناير 2021، أعلنت رئيسة العمليات في WMF جانين أوزيل أن ويكيمانيا ستنتقل إلى حدث افتراضي حيث أثر الوباء المستمر على التخطيط لحدث شخصي. أقيمت نسخة 2021 بين 13 و17 أغسطس 2021. كان من المقرر أن تستضيف ويكيميديا ESEAP (شرق وجنوب شرق آسيا والمحيط الهادئ) الحدث الشخصي المقرر، وهي المرة الأولى التي يحدث فيها تعاون إقليمي. كانت هذه هي المرة الثالثة التي يقام فيها المؤتمر في آسيا والأولى في جنوب شرق آسيا. ستمنح ESEAP فرصة لاستضافة النسخة الشخصية القادمة من ويكيمانيا.
كانت ويكيمانيا 2022 مرة أخرى حدثًا عبر الإنترنت ولكن مع تضاؤل الوباء، أقامت بعض المدن أحداثًا شخصية.

### ويكيمانيا 2023

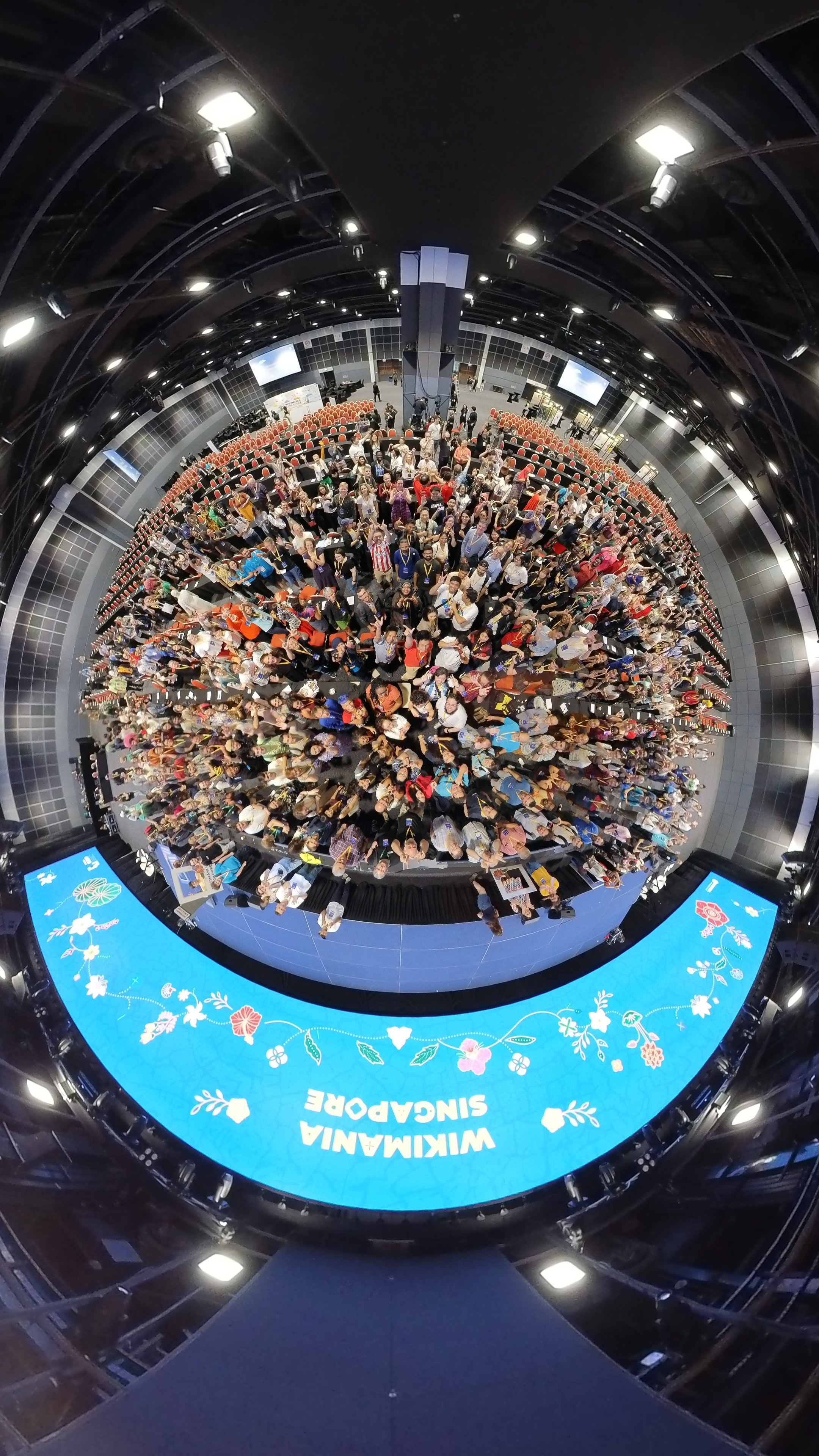
ويكيمانيا 2023 صورة جماعية بزاوية °360 درجة

عُقدت ويكيمانيا 2023 في مركز سانتيك للمؤتمرات والمعارض بسنغافورة، وعلى الإنترنت في الفترة من 16 إلى 19 أغسطس 2023. كان هذا أول حدث شخصي يعود منذ عام 2019 ونظّم بواسطة مؤتمر ويكيميديا لشرق وجنوب شرق آسيا والمحيط الهادئ «ESEAP».

### ويكيمانيا 2024
أقيم ويكيمانيا 2024 في مدينة كراكوف، بولندا.

## معرض الصور

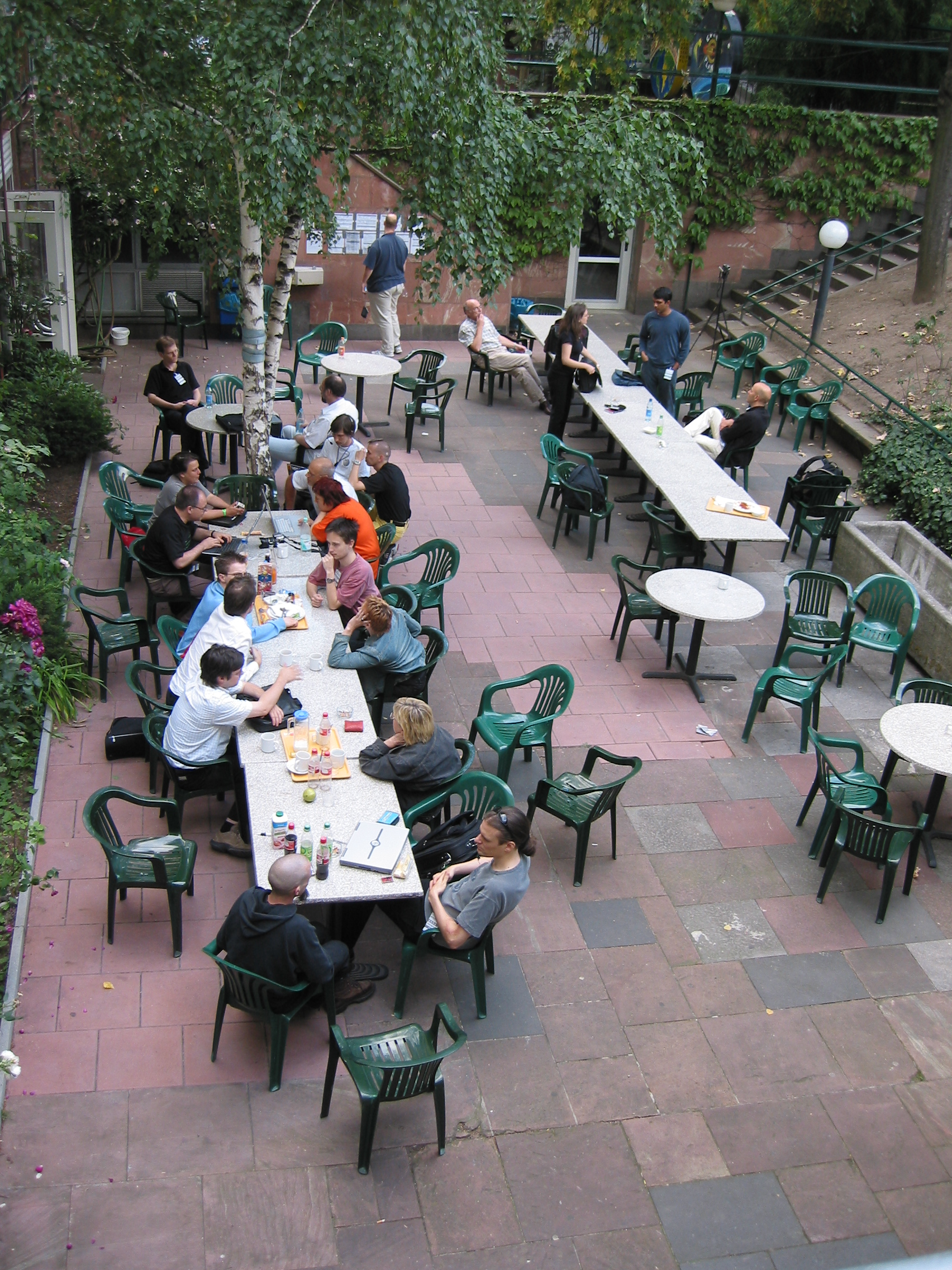
ويكيمانيا 2005
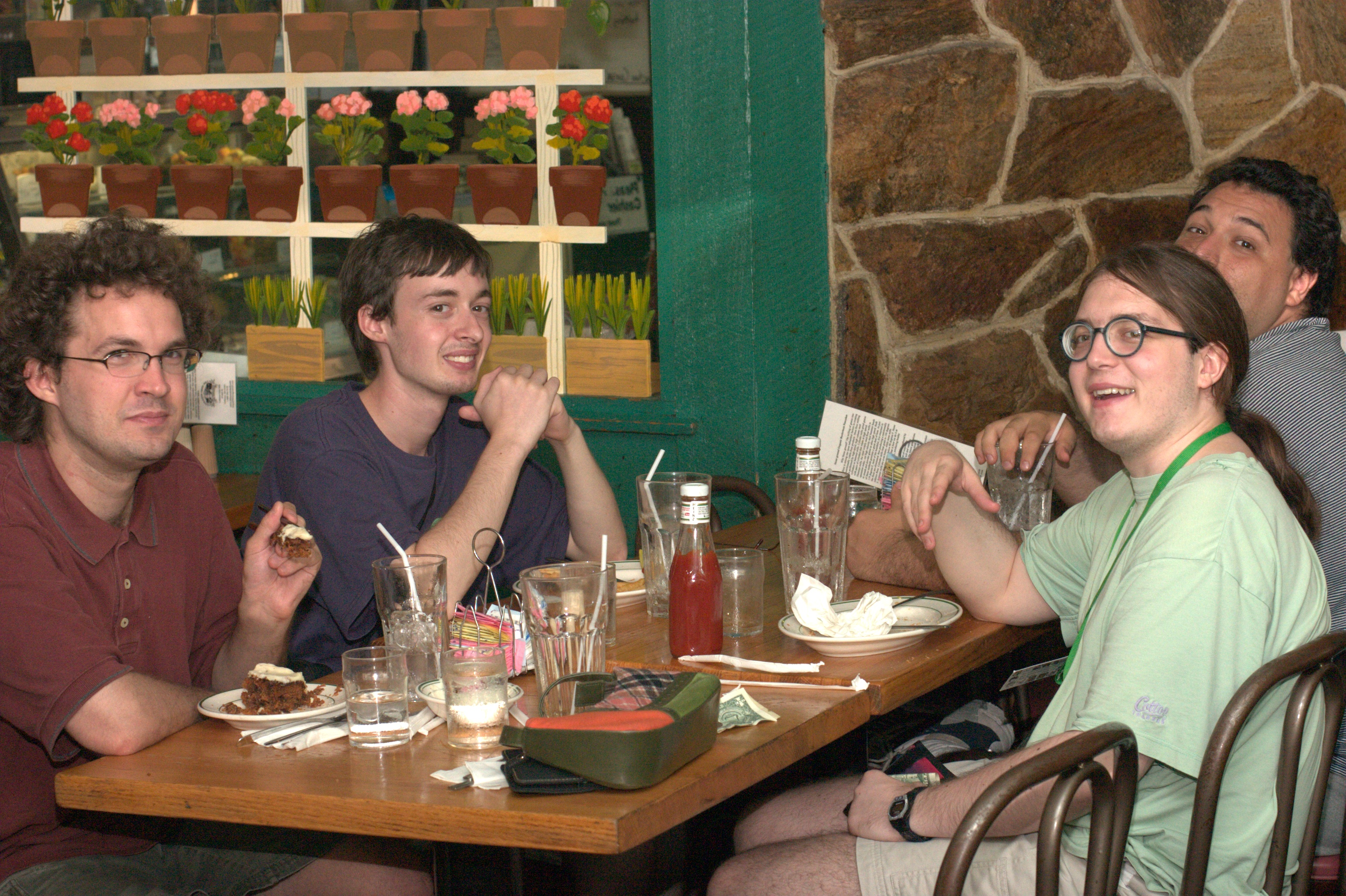
ويكيمانيا 2006، بوسطن
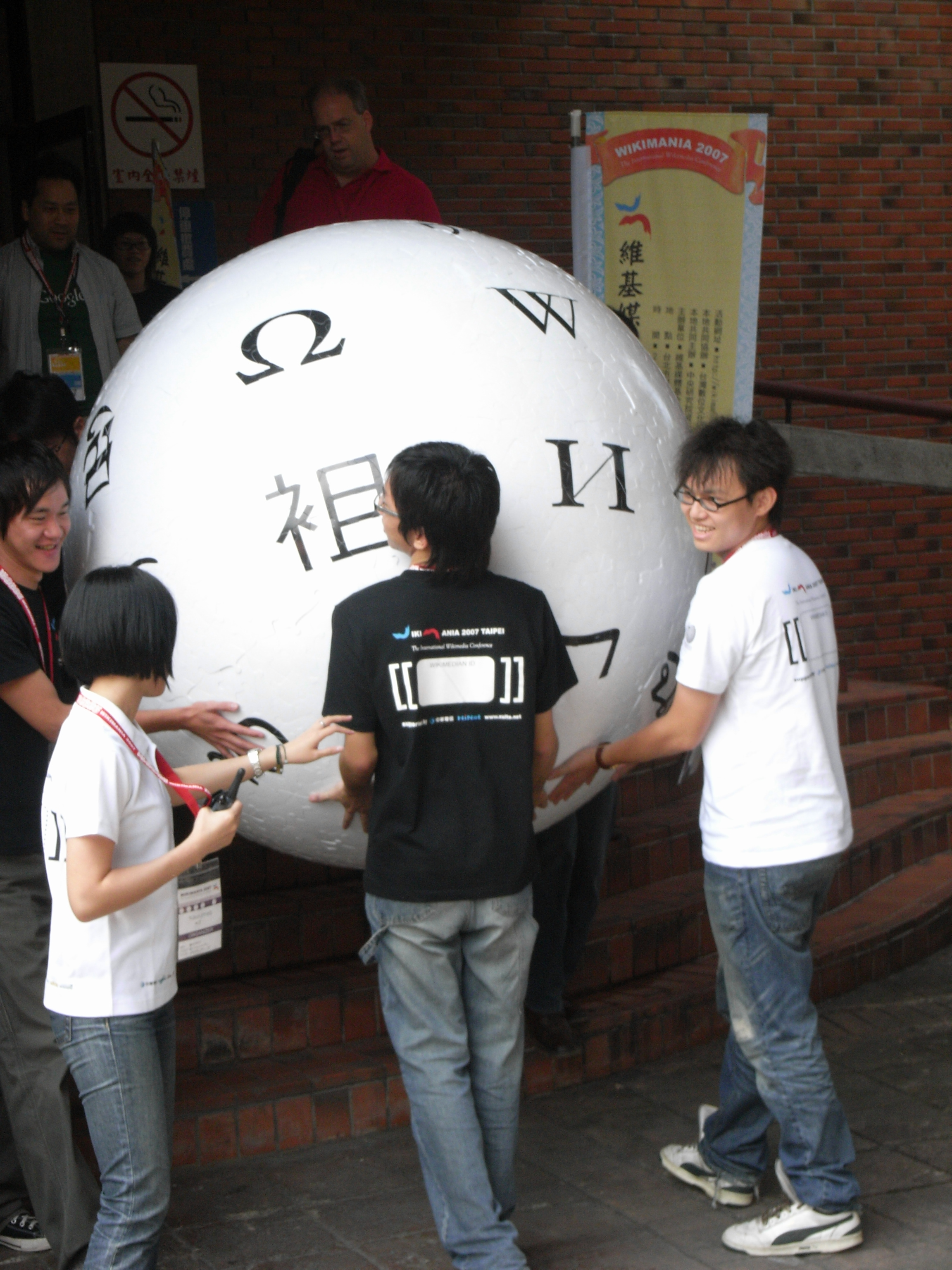
ويكيمانيا 2007
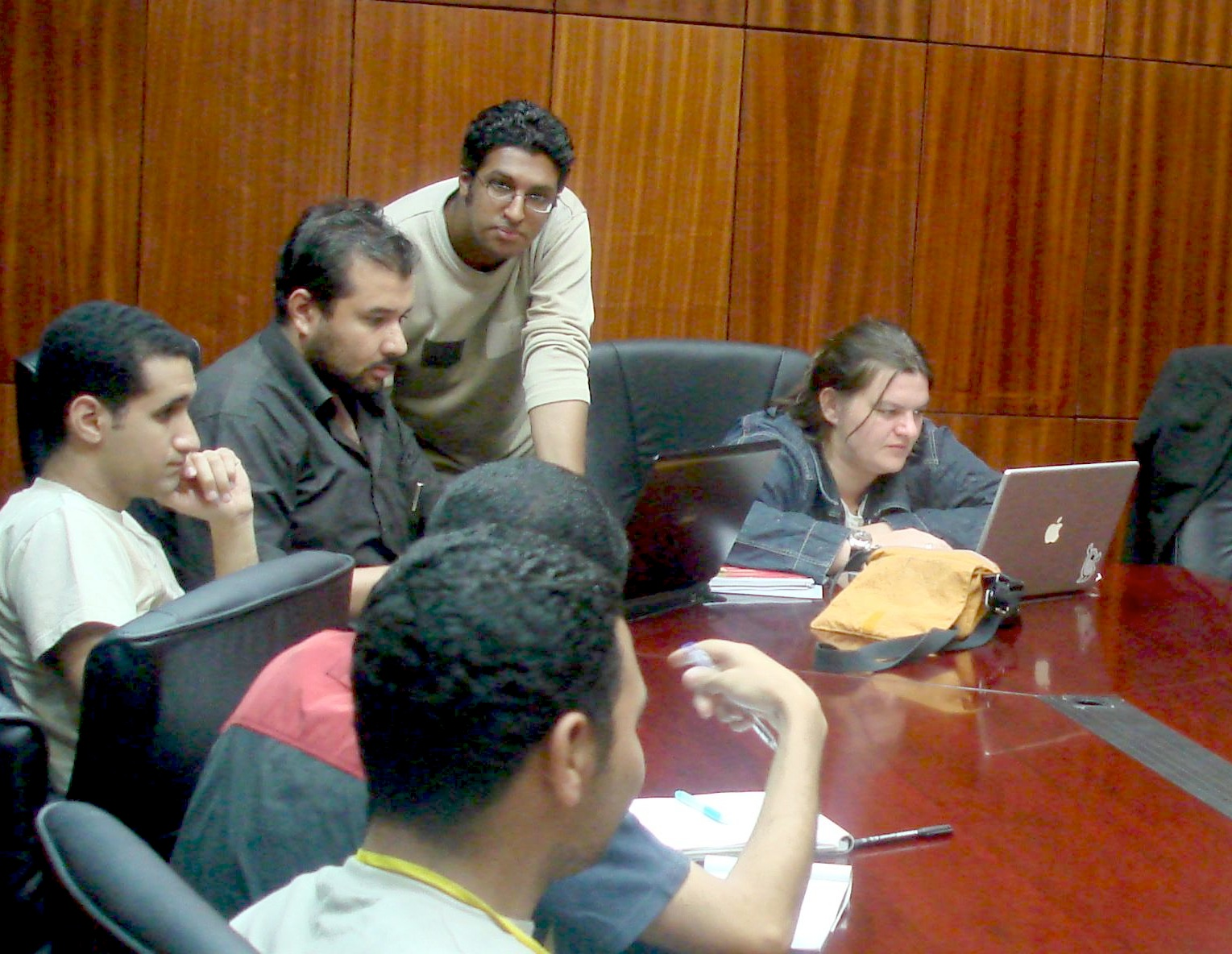
اجتماع ويكيمانيا 2008 في الإسكندرية
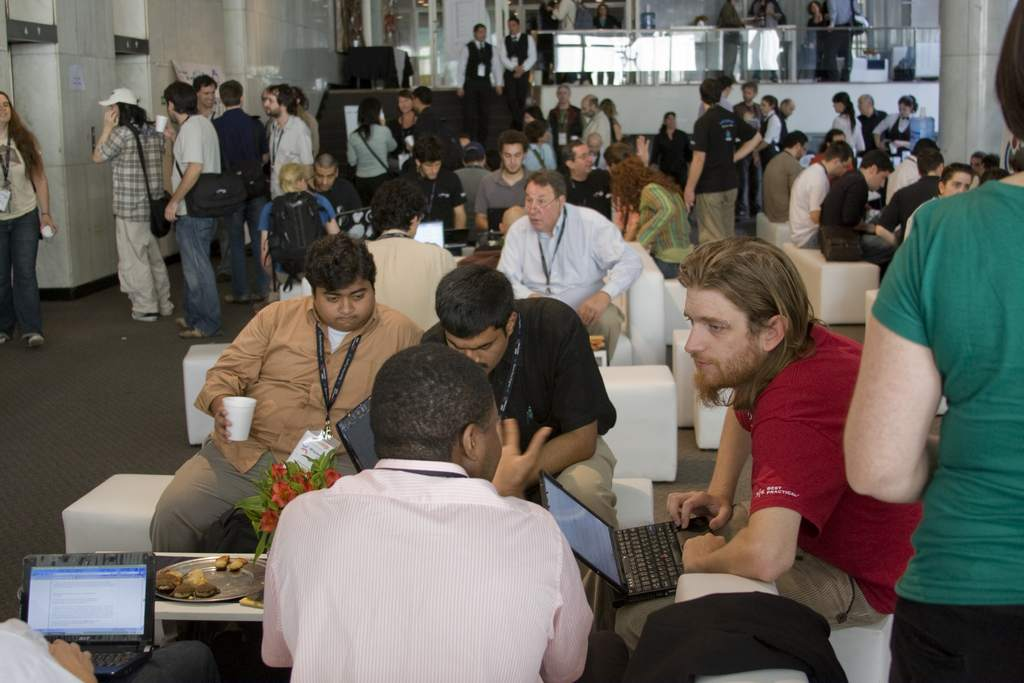
استراحة قهوة في مؤتمر ويكيمانيا 2009
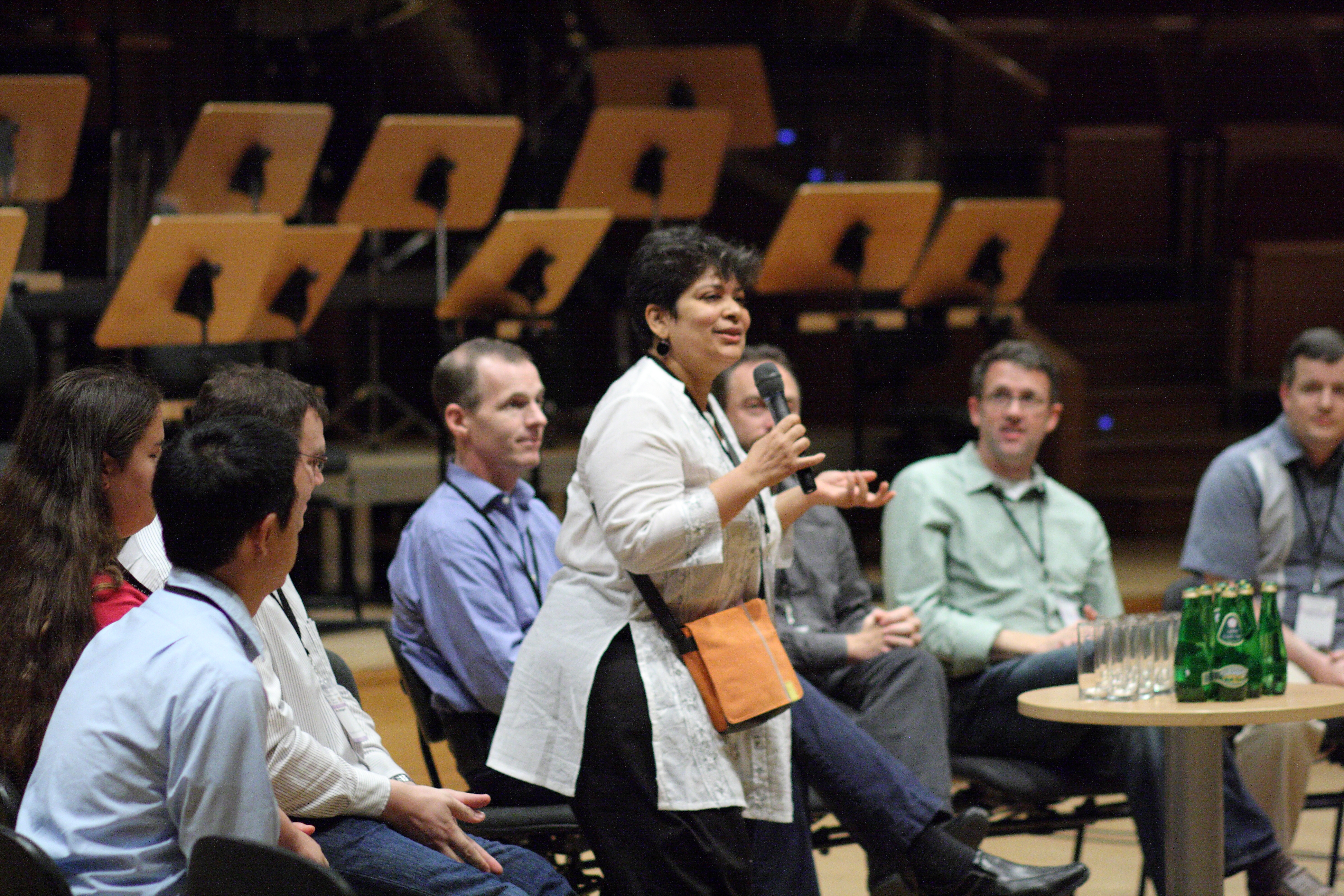
أعضاء مجلس ويكيميديا يخاطبون المشاركين في ويكيمانيا 2010 في غدانسك
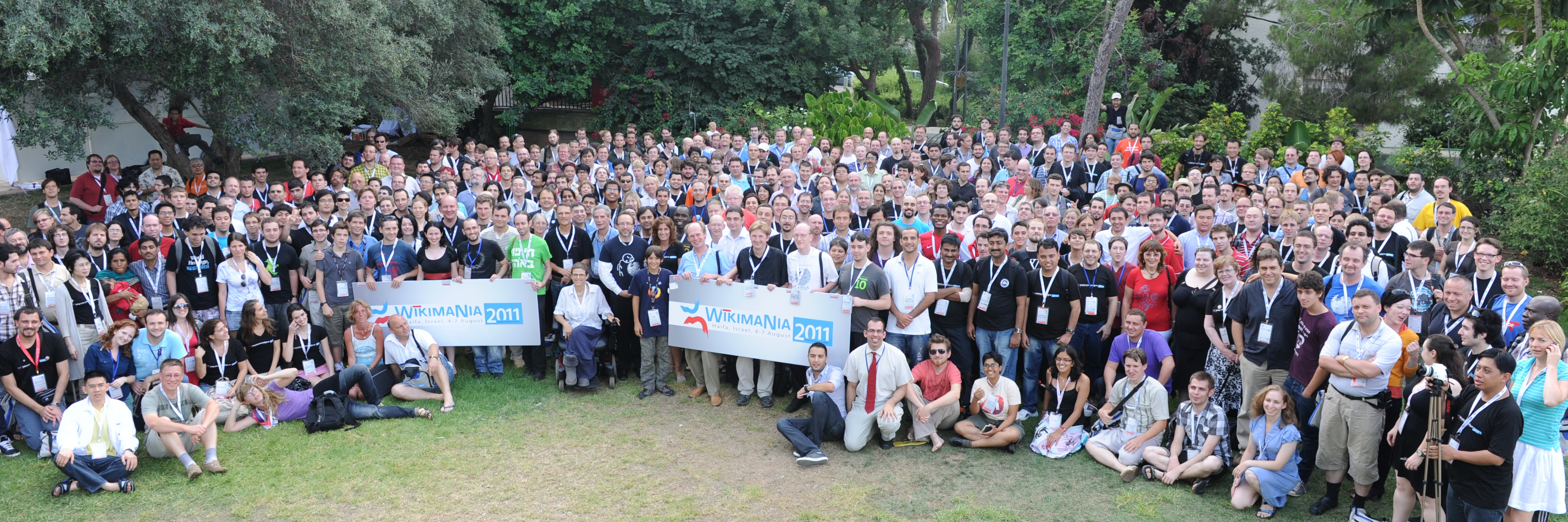
صورة جماعية لمؤتمر ويكيمانيا 2011
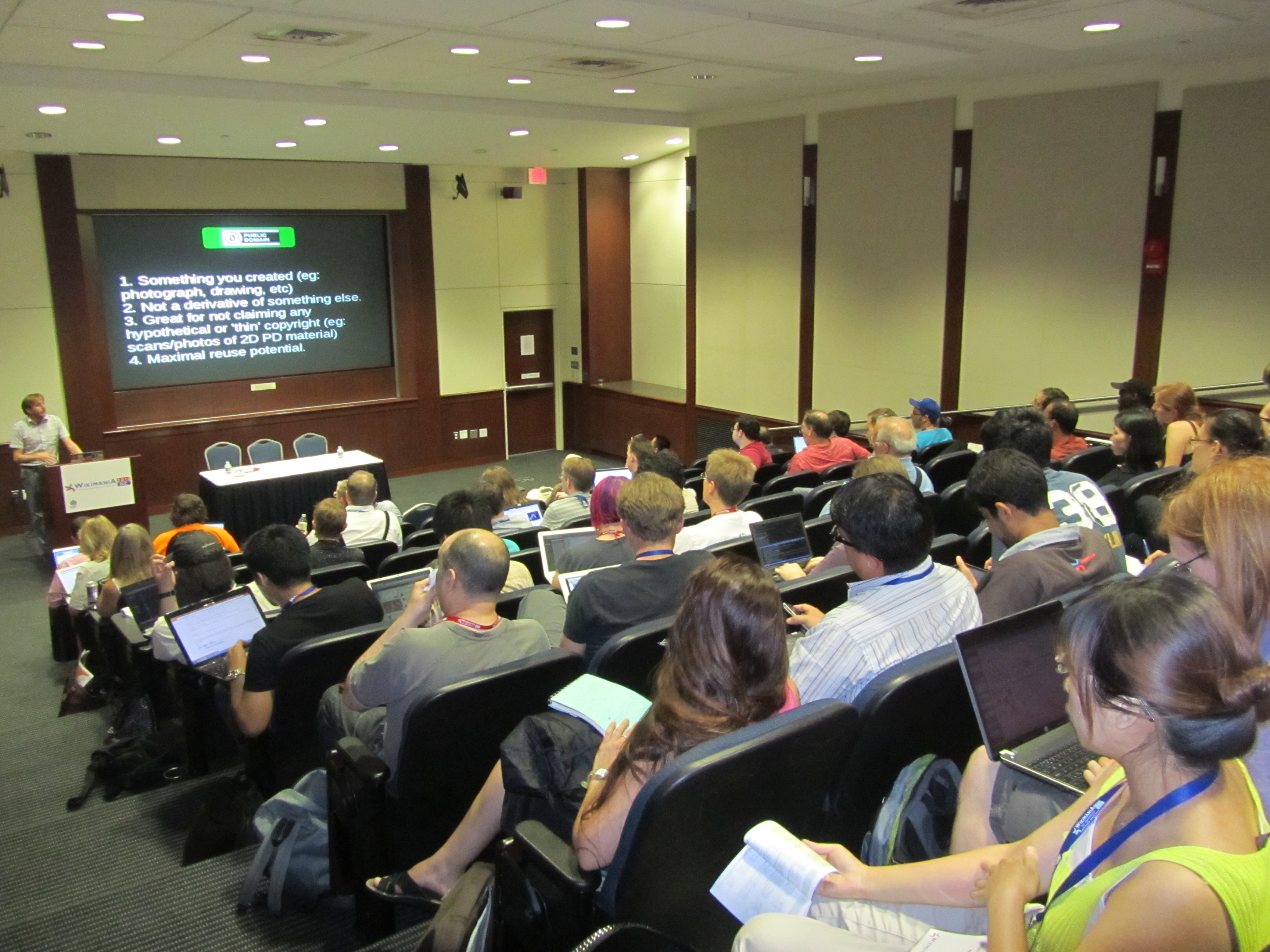
عرض ويكيمانيا 2012، في واشنطن العاصمة
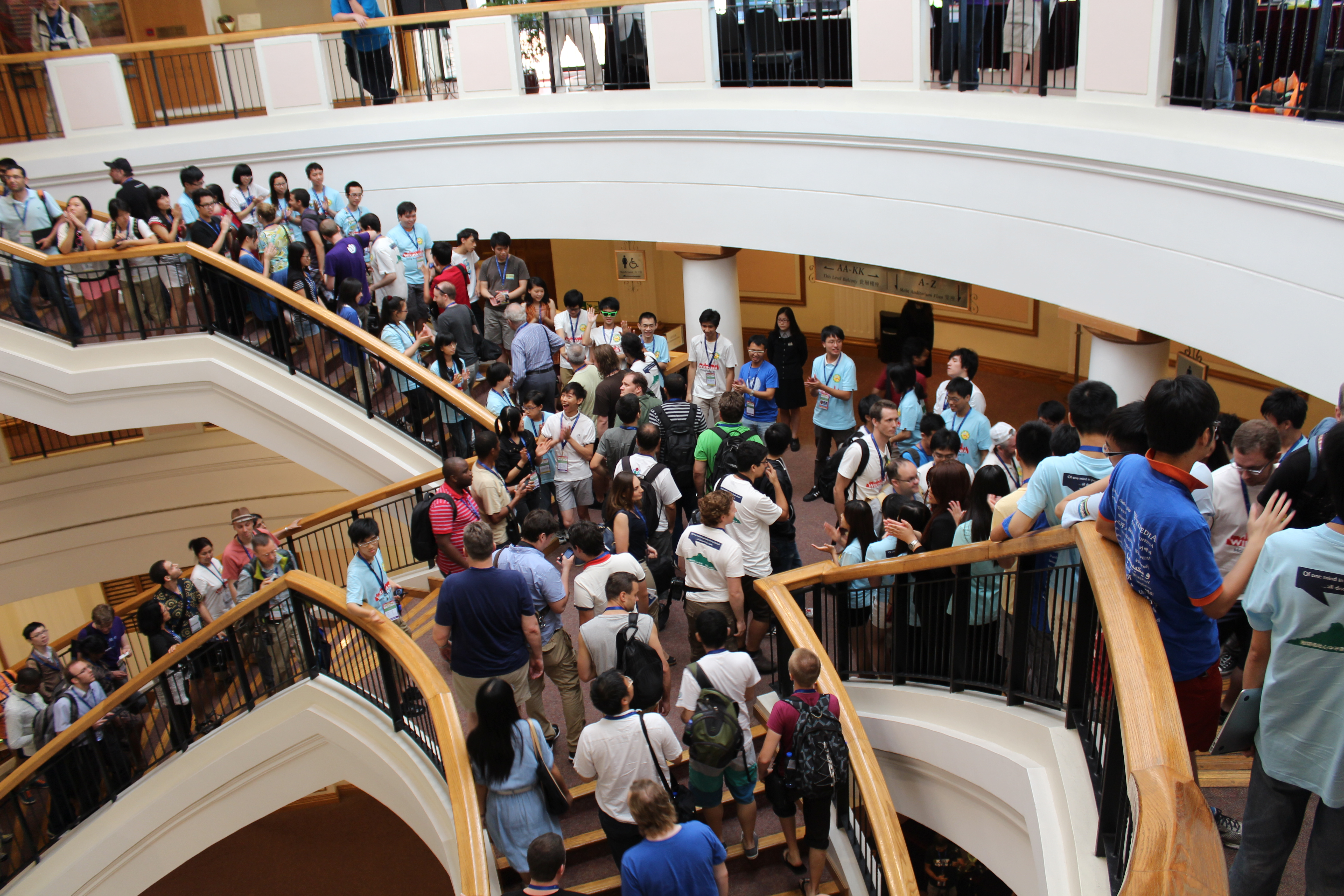
حاضرون يغادرون عقب حفل ختام ويكيمانيا 2013.
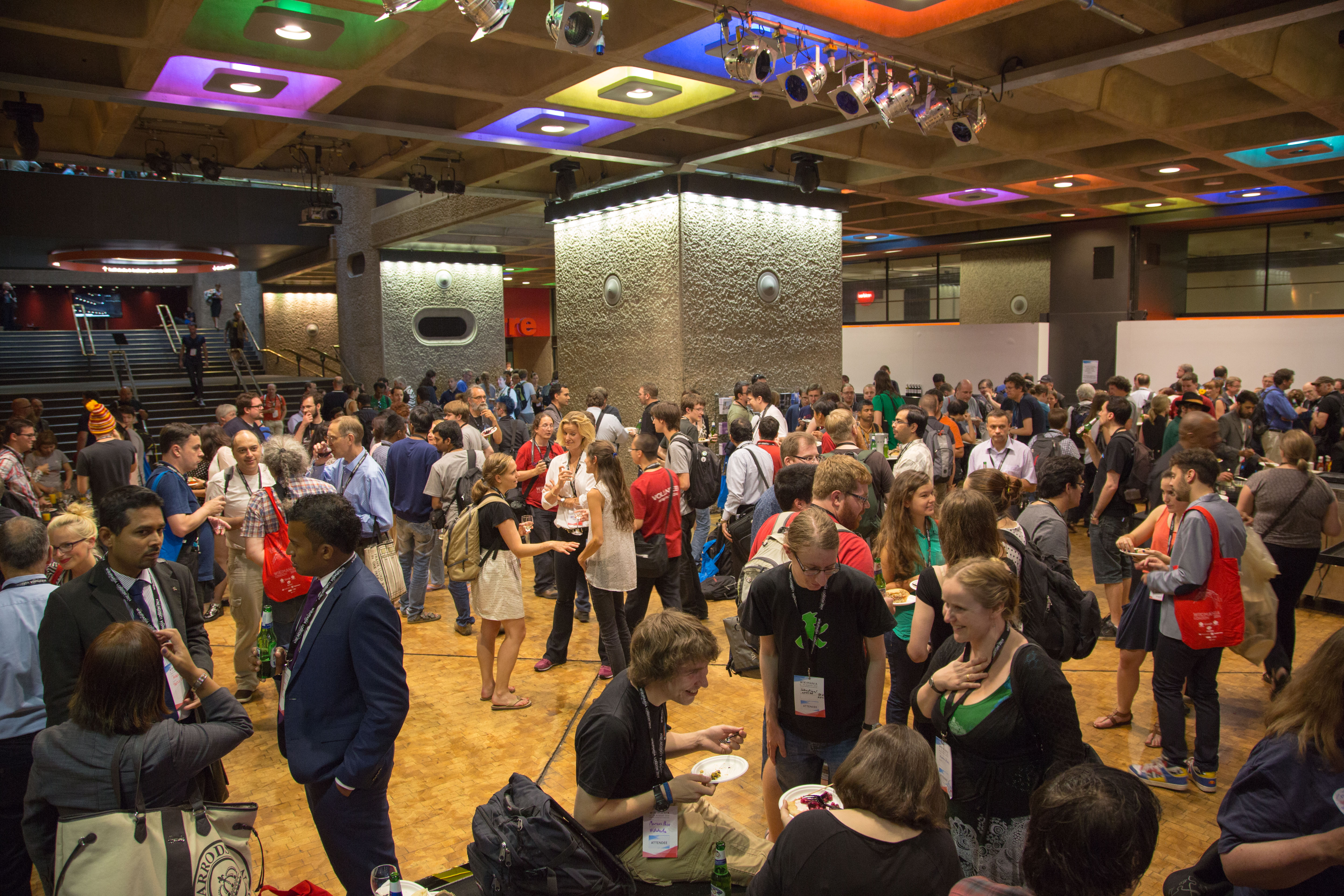
حفل افتتاح ويكيمانيا 2014

## وصلات خارجية
- ويكي ويكيمانيا الحالية
- محاضرات ويكيمانيا 2008
- «ويكيمانيا العالمية» شون دودسون، الغارديان, 11 أغسطس 2005 (بالإنجليزية)
- «إعادة كتابة كتاب القواعد» ألان كونر، بي بي سي، 15 أغسطس 2005 (بالإنجليزية)
- «الأصوات العديدة لويكيبيديا، تُسمع في مكانٍ واحد» روبرت لفين، نيويورك تايمز، 7 أغسطس 2006 (بالإنجليزية)
- «أيُّ شخصٍ يستطيع التحرير: عطلة نهاية أسبوع مع ويكيمانيا» إيان ساندس وجيس ماكونال، ذا بوسطن فينيكس، 11 أغسطس 2006 (بالإنجليزية)
- «حيادُ هذه المقالة مُختلفٌ عليها» كاترين مانغو-وارد، ريزون، 15 أغسطس 2006 (بالإنجليزية)
- ذا تشينا بوست – «مؤسس ويكيبيديا يُكافئ المُتطوعين» الإثنين 6 أغسطس 2007 – بقلم ديمتري بروياس (بالإنجليزية)
- «معجبو ويكيميديا يتقابلون لمناقشة ويكيمانيا» ألان غولدبرغ، News.com.au، 12 يوليو 2012 1:37 صباحًا (الوُصُول 2012-07-15) (بالإنجليزية)
- «كيف يمثل فستان زفاف كيت ميدلتون مشكلة النساء الويكيبيدية» توري بوش، سلايت نُشر يوم الجمعة 13 يوليو 2012، (الدُخُول 2012-07-15) (بالإنجليزية)